# Cristiano Ronaldo
Cristiano Ronaldo dos Santos Aveiro (výslovnost [kɾɨʃtiˈɐnu ʁuˈnaɫdu]IPA, * 5. února 1985 Funchal, Madeira) je portugalský fotbalista, útočník saúdskoarabského klubu Al-Nassr FC a kapitán portugalské reprezentance, s níž vyhrál Mistrovství Evropy 2016 i Ligu národů 2018/2019 a 2024/2025. Profesionální kariéru započal ve Sportingu Lisabon, mezi roky 2003 až 2009 hrál za anglický Manchester United. Odtud přestoupil do španělského Realu Madrid za tehdy rekordní částku 80 milionů liber. Od roku 2018 nastupoval za italský klub Juventus FC. V roce 2021 se vrátil do Manchesteru United a na konci roku 2022 přestoupil do saúdskoarabského týmu An-Nassr FC. Jedná se o komplexního hráče považovaného za jednoho z nejlepších fotbalistů světa. Do ledna 2021 vybojoval 33 klubových trofejí.
V průběhu kariéry získal Zlatý míč (2008, 2016, 2017) i Zlatý míč FIFA (2013, 2014). Za rok 2009 vyhrál cenu Ference Puskáse o nejhezčí gól roku, který vstřelil v Lize mistrů proti Portu.
Začátkem prosince 2020 vstřelil 750. gól ve své kariéře. S více než 950 vstřelenými brankami vede historickou statistiku nejlepších střelců. V průběhu profesionální kariéry odehrál více než 1 300 soutěžních zápasů.
V květnu 2018 se stal prvním fotbalistou s pěti triumfy v novodobé éře Ligy mistrů UEFA, jejíž hlavní fáze se účastnil mezi lety 2003–2022. Se 140 góly je nejlepším střelcem této vrcholné evropské soutěže klubů. V sedmi ročnících Ligy mistrů nastřílel nejvyšší počet branek (jednou se dvěma dalšími hráči).
V roce 2014 vystřídal Pauletu v roli nejlepšího střelce portugalské reprezentace. Na vítězném Euru 2016 dorovnal Francouze Platiniho v počtu gólů na evropských turnajích a překonal jej na Euru 2020. Po tomto turnaji měl na kontě 14 gólů napříč pěti evropskými turnaji. V listopadu 2020 se stal prvním Evropanem, který dokázal nastřílet 100 a více gólů a jediným hráčem s více góly na reprezentační úrovni zůstával na začátku roku 2021 bývalý íránský útočník Ali Daeí se 109 trefami. Právě na odloženém Euru 2020 v roce 2021 dorovnal Ronaldo jeho počin 109 gólů. Na Mistrovství světa 2022 se stal prvním fotbalistou, který skóroval na pátém světovém šampionátu.
Americký týdeník Time jej v roce 2014 zařadil na seznam stovky nejvlivnějších světových osobností.
V roce 2020 se stal třetím sportovcem a prvním fotbalistou, který ve své kariéře vydělal přes miliardu amerických dolarů.

## Klubová kariéra

### Sporting CP
Když bylo Cristianovi 16 let, manažer tohoto týmu jej z mládežnického týmu Sportingu převzal do lepších týmů Sportingu, jelikož byl ohromen Ronaldovým driblováním. Hned poté se stal prvním hráčem, který v jedné sezóně hrál za týmy U16, U17, U18, za B-tým a také A-tým. O rok později si dne 7. října 2002 zahrál první zápas v Primeira Lize, a to v zápase proti týmu Moreirense FC. Již tehdy se mu podařilo dvakrát skórovat a značně tak přispěl k vítězství Sportingu 3:0. V průběhu sezóny 2002/03 jej představitelé Sportingu nabídli tehdejšímu manažerovi Liverpoolu Gérardu Houllierovi. Zájem měl i manažer Arsenalu Arsène Wenger, jelikož chtěl do klubu získat nějakého křídelního útočníka. S Ronaldem se dne 24. listopadu 2002 setkal na tréninku Arsenalu, aby případný přestup prodiskutovali. Na přestupu se však kvůli určitým neshodám nedohodli.
Poté, co Sporting v srpnu 2003 porazil Manchester United při slavnostním otevření stadionu Estádio José Alvalade skórem 3:1 chtěl manažer Manchesteru Alex Ferguson Ronalda do svého týmu co nejrychleji a byl rozhodnut, že jej získá. Zprvu chtěli v United s Ronaldem jen podepsat smlouvu a poté jej na rok do Sportingu půjčit. Poté, co na tým Ronaldo velice zapůsobil, hráči Manchesteru na Fergusona zatlačili, aby co nejrychleji smlouvu s Ronaldem podepsal. Ferguson souhlasil se Sportingem a Ronalda podepsal za tehdy rekordních 12,24 millionů liber. O Ronaldovi řekl, že jej považuje za jednoho z nezajímavějších mladých hráčů, které kdy viděl. Deset let po svém odchodu z klubu, tedy v dubnu 2013 Ronalda Sporting vyznamenal, a to tak, že jej uznal za 100 000. člena klubu.

### Manchester United

#### 2003–07: Vývoj a průlom
Byl úplně prvním portugalským fotbalistou, který za Manchester United hrál. Přestupní poplatek ve výši 12,24 milionů liber jej učinil v té době nejdražším teenagerem v anglické fotbalové historii. I přesto žádal číslo dresu 28, stejné jako měl ve Sportingu, nakonec dostal dres s číslem 7, s kterým v United hráli například George Best, Eric Cantona a David Beckham. Nošení dresu s číslem 7 se stalo pro Ronalda bonusovým zdrojem motivace. Klíčovým prvkem jeho vývoje během jeho angažmá v Anglii se ukázal být jeho manažer Alex Ferguson, o kterém později řekl: „He's been my father in sport, one of the most important and influential factors in my career.“

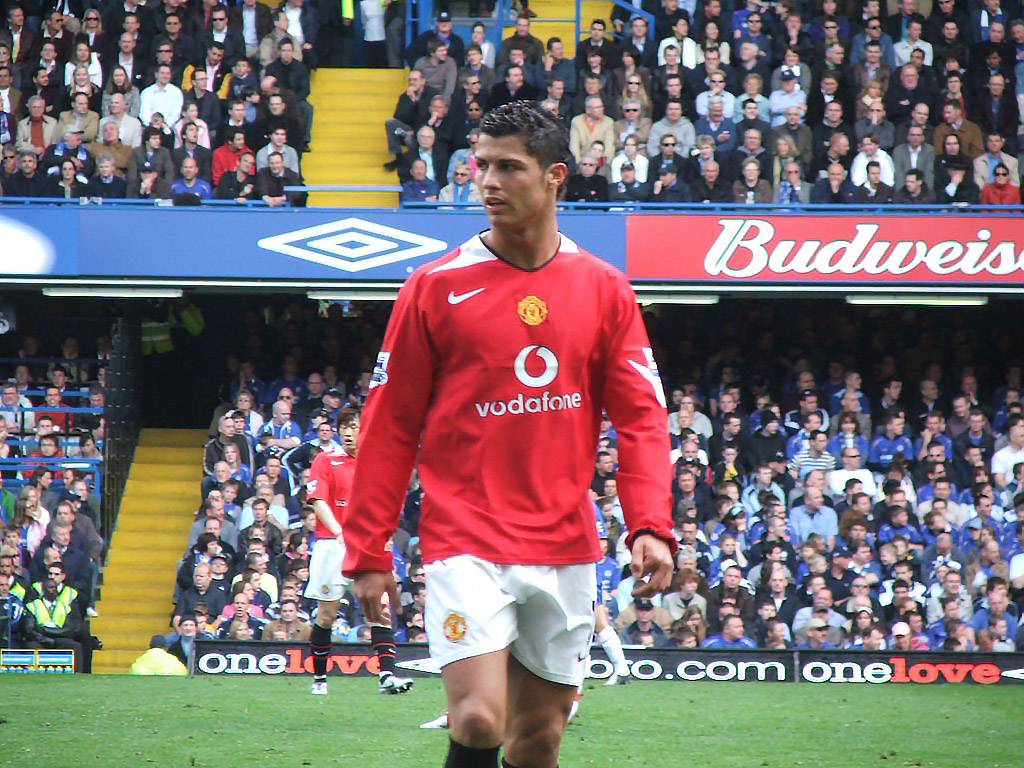
Ronaldo hrající z Manchester United proti Chelsea v sezóně 2005/06 Premier League.

Svůj debut v Premier League si odčinil dne 16. srpna 2003 v domácím zápase proti Bolton Wanderers, který United vyhrál 4:0. Ronaldo tehdy hrál až od 60. minuty, kdy nahradil Nickyho Butta. Svým výkonem si zasloužil chválu od George Besta, který Ronaldův debut označil za „nepochybně nejúžasnější debut“, jaký kdy viděl. Svůj první gól za Manchester United vstřelil 1. listopadu 2003 volným kopem v zápase proti Portsmouth, který United 3:0 vyhráli. V druhé polovině sezóny přišly další tři góly, poslední v den ukončení sezóny v zápase proti týmu Aston Villa. Ronaldo také v tomto zápase obdržel svou první červenou kartu. Svou první sezónu v Anglii zakončil Ronaldo prvním gólem v zápase proti Millwall ve květnovém finále Poháru FA 2003/04, což byla Ronaldova první trofej.
Na začátku roku 2005 Ronaldo odehrál své dva z nejlepších zápasů v sezóně 2004/2005: v prvním dal proti Aston Ville jeden gól a jednou asistoval, v druhém pak dvakrát proti Arsenalu skóroval. Hrál celých 120 minut rozhodujícího utkání proti Arsenalu ve finále FA Cupu, který skončil bezbrankovou remízou a vsítil svůj pokus v penaltovém rozstřelu, který však United prohráli. Dne 29. října vstřelil jubilejní gól číslo 1 000 Manchesteru United v Premier League, tehdy jediný úspěšný pokus v jejich prohře 4:1 proti Middlesbrough. V polovině sezóny v listopadu podepsal novou smlouvu, která tu předchozí prodloužila o dva roky, tj. do roku 2010. Svou druhou trofej, tedy vítězství Manchesteru 4:0 nad Wiganem Athletic ve Football League Cup si zasloužil vsítění třetího gólu zápasu.
Během své třetí sezóny v Anglii se zapletl do několika konfliktů. Kvůli tomu, že na fanoušky týmu Benfica „zdvihnul prostředník“, dostal od federace UEFA distanc po dobu jednoho zápasu. Poté, co v Manchesterském derby (United 1:3 prohrál) kopl do hráče Manchester City Andyho Colea – bývalého hráče United – byl po červené kartě poslán ze hřiště. Také se pohádal se spoluhráčem útočníkem Ruudem van Nistelrooyem, jemuž vadil Ronaldův styl hry, kterým se podle něj předváděl. Po světovém šampionátu 2006, v němž se Ronaldo zapojil do incidentu, po kterém jeho klubový spoluhráč Wayne Rooney obdržel červenou kartu. Ronaldo veřejně požádal o přestup a bědoval na nedostatek podpory zástupců klubu v tomto sporu. Zástupci United však tuto možnost zamítli.
I přesto, že jeho problémy s Rooneym vedly k tomu, že byl během sezóny 2006/2007 vypískán, se nakonec tato sezóna vyjevila jako jeho přelomová. Poprvé překonal hranici 20 gólů a byla to jeho první sezóna v Premier League, kterou jeho tým vyhrál. Velký podíl na těchto úspěších měl jeho individuální trénink s trenérem René Meulensteenem, který jej naučil být ještě více nepředvídatelným, pomohl zlepšit Ronaldovu spolupráci s ostatními hráči a Ronaldo se snažil co nejvíce využíval příležitost vsítit branku, než aby dával esteticky krásné góly, pro které byl již tehdy znám. Ve třech prosincových zápasech po sobě dal po dvou gólech, nejprve proti Aston Ville (díky této výhře se United chopilo první příčky), později proti Wiganu a nakonec proti Readingu. V listopadu a prosinci se stal hráčem měsíce Premier League, čímž se stal třetím hráčem, který toto ocenění dokázal získat dva měsíce po sobě.

#### 2007/08: Kolektivní a individuální úspěchy

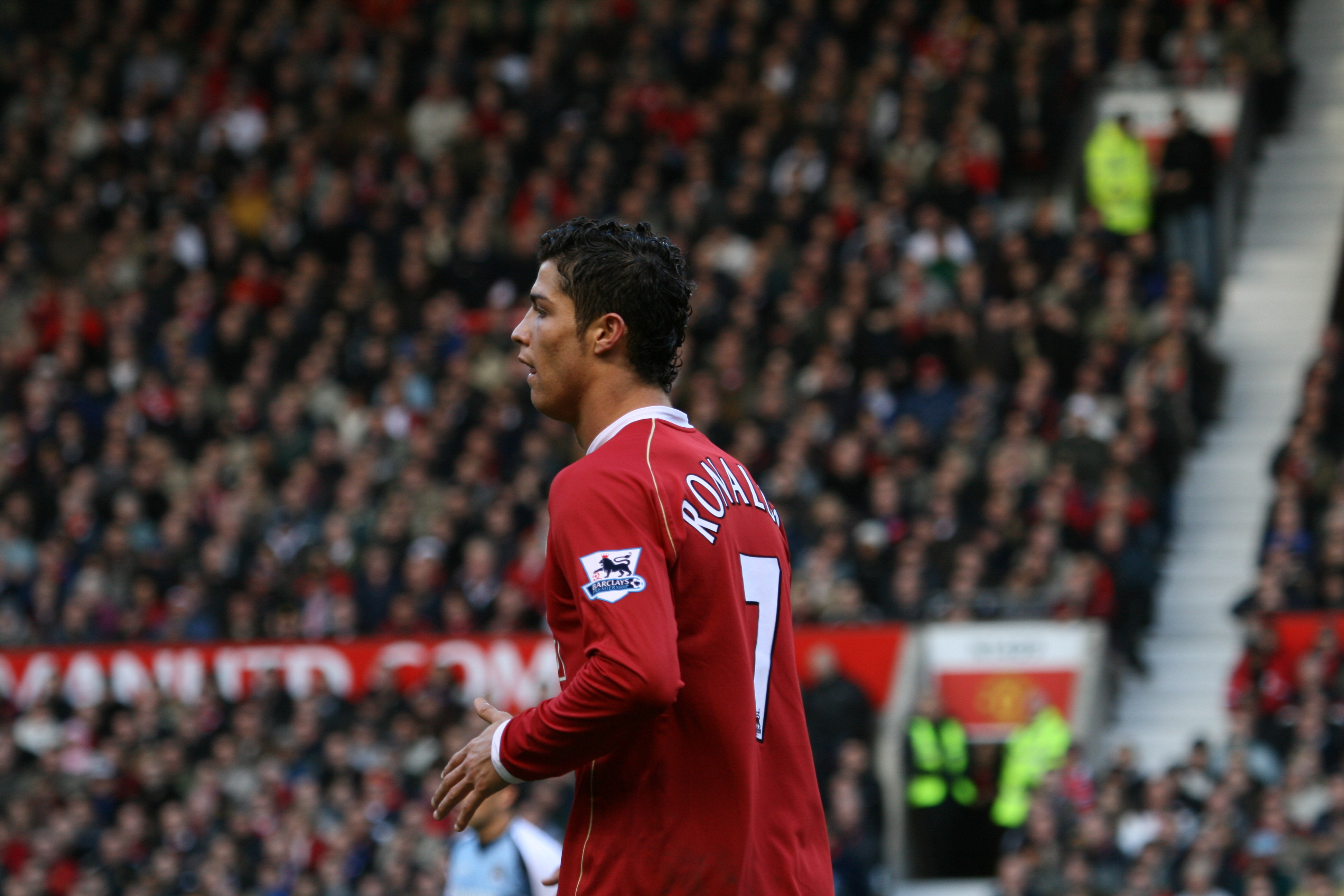
Ronaldo během zápasu v sezóně 2006/07 Premier League

Ve čtvrtfinále Ligy mistrů 2006/07 vstřelil své první góly v této soutěži, když se ve svém třicátém zápase v této soutěži dvakrát strefil a pomohl vítězství United 7:1 proti AS Řím. Následně se v prvním zápase semifinále této soutěže strefil hned ve čtvrté minutě proti AC Milán (zápas skončil 3:2 pro United), ale v odvetném zápase United prohrál 0:3. United také pomohl dostat se do květnového finále Poháru FA, kde však United podlehl Chelsea 1:0. Dne 5. května 2007 vstřelil jediný gól Manchesterského derby ve finále Premier League a Manchester tak po čtyřech letech dosáhl na titul. Byl to také Ronaldův 50. gól za United. Za své výkony v této sezóně získal vícero individuálních ocenění. Stal se hráčem roku PFA, fanouškovským hráčem roku PFA, mladým hráčem roku PFA a také hráčem roku FWA, čímž se stal prvním hráčem, který získal všechna tato ocenění. Zároveň se jeho plat zvedl na 120 000 liber týdně (31 milionů celkově) a to kvůli pětiročního prodloužení smlouvy s United. Na konci roku 2007 byl druhý za fotbalistou týmu AC Milán jménem Kaká v anketě Zlatý míč (Ballon d'Or). Také byl za Kaká a Messim třetí v anketě Fotbalista roku FIFA.
Dne 12. ledna 2008 skóroval svůj první a také jediný hattrick za Manchester United v zápase proti Newcastlu, který United vyhrál 6:0, což je posunulo na čelo tabulky. O dva měsíce později 19. března hrál první zápas za United jako kapitán. Tehdy v zápase proti Boltonu vstřelil dva jediné góly zápasu a United tak vyhrál. Druhý z těchto gólů byl jeho 33. v sezóně a překonal tak 32 gólů George Besta v sezóně 1967/68, čímž zvýšil hranici klubového rekordu pro nejvíce gólů hráče na pozici záložníka za jednu sezónu. Jeho 31 ligových gólů mu přineslo Zlatou kopačku pro nejlepšího střelce Premier League, ale i evropskou Zlatou kopačku, čímž se stal prvním křídlem, který toto ocenění získal. Také již druhou sezónu v řadě získal ocenění hráče roku Premier League a Fotbalista roku FWA.
Ve vyřazovací části Ligy mistrů vstřelil rozhodující gól proti Lyonu, kterým pomohl United dostat se do čtvrtfinále (konečný výsledek proti Lyonu byl 2:1). Ve čtvrtfinále pak dal gól hlavičkou a pomohl tak k celkové výhře 3:0 nad Římem. United se dostali až do finále proti Chelsea, které se hrálo v Moskvě. Ronaldo vstřelil úvodní gól zápasu, avšak v penaltovém rozstřelu svůj pokus neproměnil, United ale i tak finále vyhrál. Jelikož v tomto ročníku Ligy mistrů nastřílel nejvíce gólů, obdržel ocenění Klubový fotbalista roku podle UEFA.
Během sezóny 2007/08 vstřelil Ronaldo ve všech soutěžích celkově 42 gólů, takže tato sezóna byla za dobu jeho působení v Anglii z hlediska gólů nejlepší. Poté, co na začátku sezóny úmyslně narazil hlavou do hráče Portsmouthu měl třízápasový distanc. Deníku Daily Mail řekl, že se ponaučil a že jej již žádný hráč nevyprovokuje. Jelikož se šířily spekulace o tom, že o Ronalda má zájem Real Madrid, podali zástupci United řídícímu orgánu FIFA stížnost kvůli neoprávněné manipulaci, ale FIFA jakkoliv odmítla konat. Prezident FIFA Sepp Blatter uvedl, že by hráč měl dovoleno odejít ze svého klubu a tuto situaci označil za „moderní otroctví“. I přesto, že Ronaldo veřejně s Blatterem souhlasil zůstal v Manchester United ještě další rok.

#### 2008/09: Poslední sezóna za Manchester United

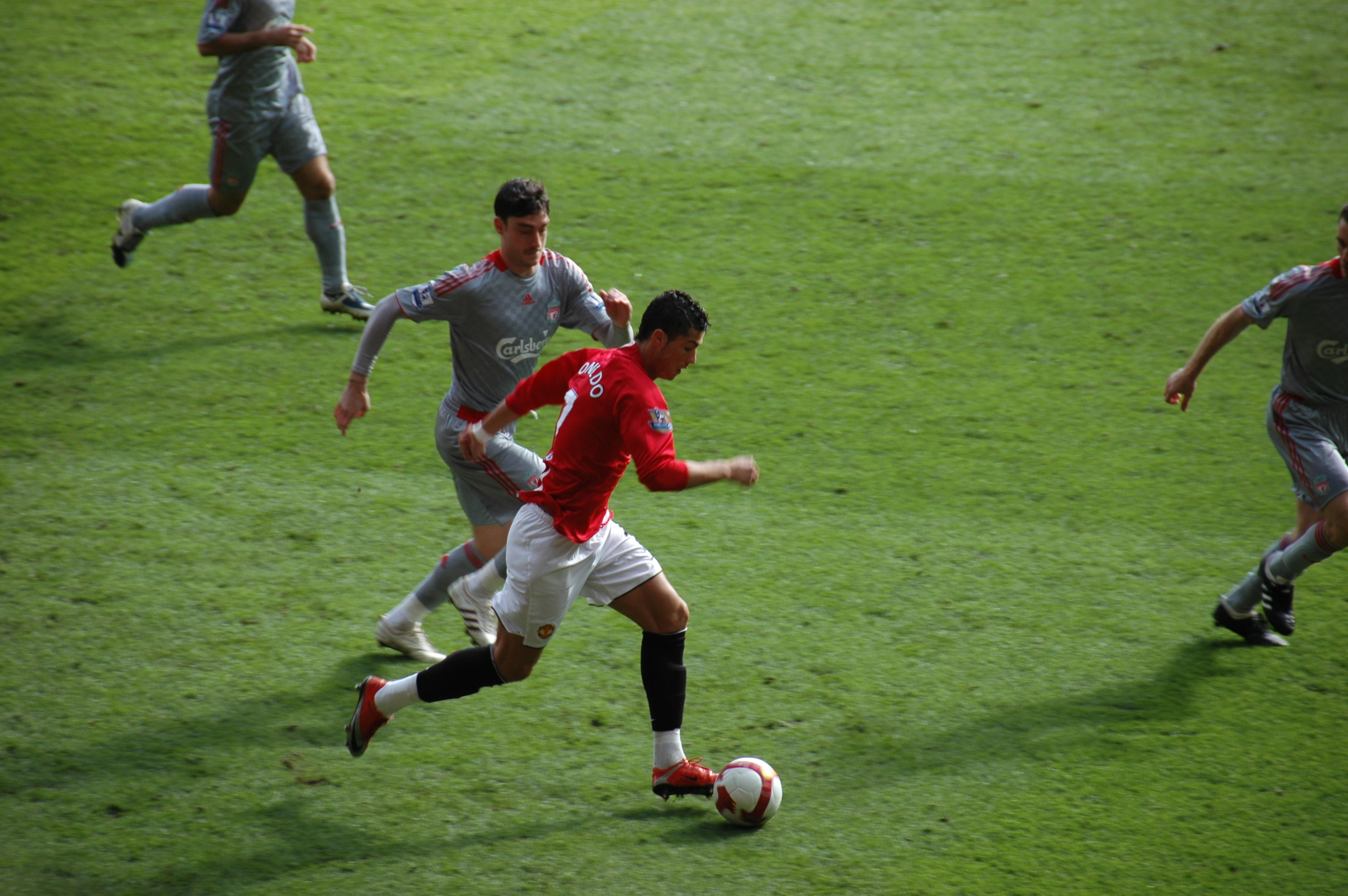
Ronaldo v zápasu proti Liverpoolu ve své poslední sezóně v Manchesteru United v Premier League.

Před sezónou 2008/09 dne 7. července podstoupil Ronaldo operaci kotníku, která jej mimo zápasy udržela po dobu 10 týdnů. Po návratu dne 15. listopadu vstřelil v zápase proti Stoke City svůj stý gól ve všech soutěžích za Manchester, čímž se mu zároveň podařilo skórovat proti všem 19 týmům, které v té době hrály v Premier League. Na konci roku pomohl United vyhrát Mistrovství světa ve fotbale klubů 2008 v Japonsku, a to tak, že ve finále asistoval gól proti LDU Quito. Později se stal od roku 1968 (kdy jej získal George Best) prvním hráčem United, který získal Zlatý míč. Také byl druhým fotbalistou z Portugalska, který se stal fotbalistou roku FIFA.
Jeho vítězný gól v odvetném zápase proti Portu ve čtvrtfinále Ligy mistrů UEFA, který vstřelil ze vzdálenosti 36 metrů, mu přinesl cenu Ference Puskáse, která je udělována autorovi nejhezčího gólu roku. V dubnu 2009 pak tento gól označil za nejlepší, který kdy vsítil. Tým se dostal do finále hraného v Římě, kde však prohrál 0:2 proti Barceloně. Z Anglie odešel se třemi vítězstvími Premier League a dvěma vítězstvími v anglickém poháru. Svou poslední sezónu zde zakončil s 26 góly ve všech soutěžích, což bylo o 16 gólů méně než v roce předešlém. Naposledy za United skóroval dne 10. května 2009, kdy v Manchesterském derby na půdě United proměnil volný kop.
Za svou celou kariéru v United se objevil v 292 zápasech, dal 118 gólů, 69krát asistoval, na konto si připsal 38 žlutých a čtyři červené.

### Real Madrid
V létě 2009 přestoupil za 80 milionů liber (94 milionů eur) do Realu Madrid, což ho do roku 2013 činilo nejdražším hráčem světa. V létě 2013 ho předčil bývalý spoluhráč Gareth Bale, který přestoupil do Madridu za 100 milionů eur.

#### Sezóna 2010/11
Odchod Raúla uvolnil pro Ronalda dres číslo 7, které nosil již v Manchesteru.

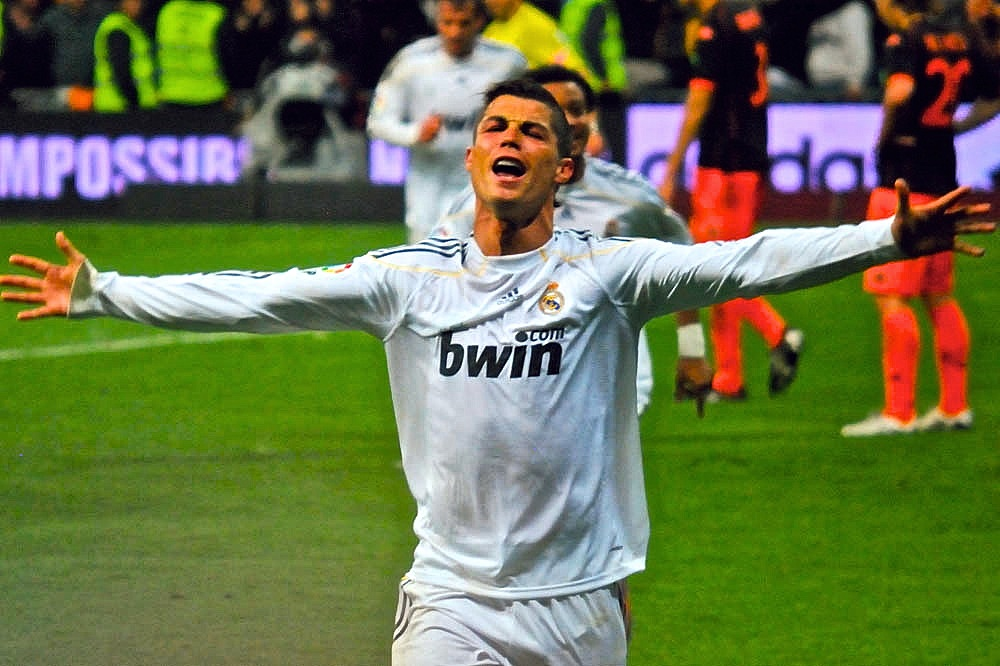
Po přestupu do Realu Madrid zaznamenal 33 gólů ve 35 zápasech napříč soutěžemi během první španělské sezóny

Při výhře 6:1 nad Racing de Santander dne 23. října se poprvé v kariéře čtyřikrát střelecky prosadil, čímž Real Madrid udržel domácí vítěznou vlnu a i ligovou neporazitelnost.
Dne 20. listopadu dalším hattrickem překonal Athletic Bilbao při výhře 5:1 a do El Clásica vstupoval jako nejlepší střelec v soutěži (15 gólů).
Mužstvo vedené José Mourinhem ale v Katalánsku prohrálo 0:5. V lednu roku 2011 se navzdory formě nevměstnal do finálové trojice nominované na Zlatý míč FIFA 2010.
Třemi góly v jednom utkání se prezentoval rovněž v průběhu prosince ve Španělském poháru proti Levante (8:0), na začátku ledna proti Villarrealu (4:2) a proti Málaze (7:0) na začátku března.
Mezi dubnem a květnem se odehrála čtyři střetnutí proti Barceloně, na kterou Real Madrid kromě ligové scény narazil také v semifinále Ligy mistrů a též ve finále Copa del Rey. Druhý vzájemný střet 20. dubna po ligové remíze 1:1 čtyři dny předtím v Madridu rozhodl Ronaldo vítězným gólem v prodloužení finále Španělského poháru (1:0) a ukončil tříleté čekání Realu na trofej.
Na tyto dva góly do sítě Barcelony ale v semifinále Ligy mistrů nenavázal a Real Madrid po výsledcích 0:2 doma a 1:1 venku vypadl.
Poté, co v závěrečném 38. kole proti již sestupující Almeríi dvakrát skóroval při výhře 8:1 a zaregistroval nejgólovější sezónu své kariéry. Stanovil nový rekord španělské La Ligy svými 40 góly, čímž překonal 38 gólů Huga Sáncheze ze sezóny 1989/90 a i Telma Zarry ze sezóny 1959/60. Podruhé v kariéře získal Zlatou kopačku pro nejlepšího střelce Evropy.

#### Sezóna 2011/12

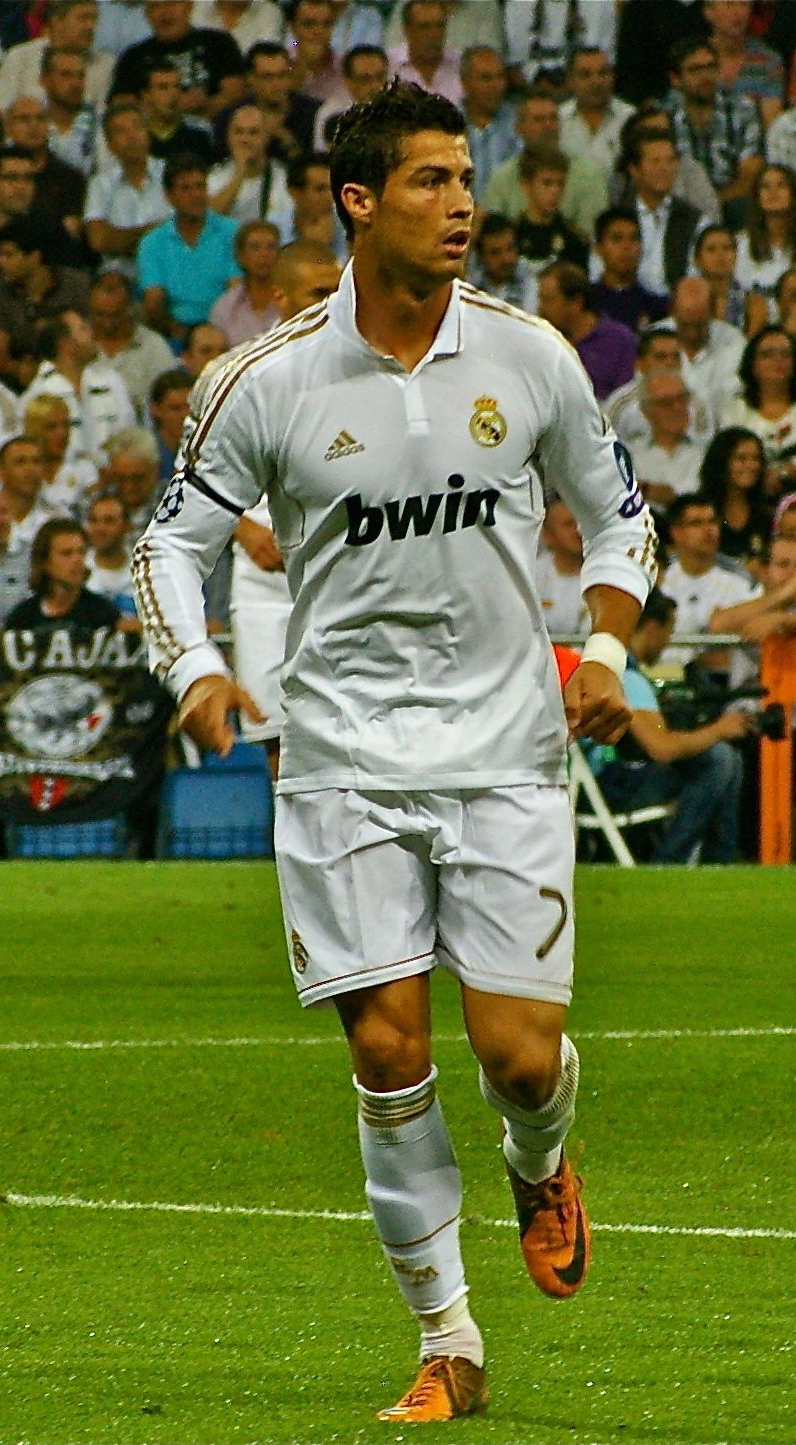
Cristiano Ronaldo proti Ajaxu ve druhém skupinovém zápase Ligy mistrů UEFA hraném 27. září 2011 (Real Madrid doma vyhrál 3:0)

Na konci srpna zahájil Ronaldo svoji třetí sezónu La Ligy hattrickem do sítě Realu Zaragoza, která doma prohrála 0:6.
Tento počin zopakoval proti Rayu Vallecano a Málaze, oba tyto zápasy skončil též vítězně (6:2 doma a 4:0 venku).
Do konce roku 2011 ještě slavil hattrick proti Osasuně (domácí výhra 7:1) a Seville (venkovní výhra 6:2).
Za kalendářní rok 2011 tak vstřelil rekordních 60 gólů v 60 zápasech,
ovšem byl to opět Lionel Messi, kdo v lednu získal Zlatý míč FIFA.
Dne 12. února 2012 v zápase proti Levante (23. kolo) pomohl vyhrát 4:2 svým dalším hattrickem a navýšit tak náskok na Barcelonu na 10 bodů.
Dne 24. března v zápase proti San Sebastianu překonal v dresu Realu Madrid klubový rekord v rychlosti s jakou dosáhl 100 ligových branek. Stačilo mu na to pouhých 92 ligových utkání. Dosavadní rekordman Ferenc Puskás na to potřeboval 105 zápasů.
Na půdě rivala Atlétika Madrid dne 11. dubna znovu skóroval třikrát a Real Madrid tak po výhře 4:1 nadále držel čtyřbodový náskok v ligové tabulce.
V průběhu května skončila ligová sezóna, v níž Real Madrid ukončil nadvládu Barcelony a s devítibodovým náskokem na katalánský klub. Portugalský kouč José Mourinho stanovil s pomocí Ronalda nový rekord španělské La Ligy ziskem 100 bodů, rekordního počtu 32 výher a vstřelením 121 gólů. Samotný Ronaldo vylepšil vlastní gólový počin z předchozí ligové sezóny o čtyři góly, se 46 góly ale na trofej Pichichi nedosáhl, neboť Lionel Messi vstřelil gólů 50. Stal se ovšem prvním fotbalistou La Ligy, který v jediné sezóně dal alespoň jeden gól všem 19 soupeřům.

#### Sezóna 2012/13
Ronaldo se v srpnu zasadil o zisk Španělského superpoháru, když se jednou gólově prosadil proti Barceloně v obou dvou zápasech o tuto trofej.
Záhy si média povšimla Ronaldovy nespokojenosti v klubu, když portugalský forvard neslavil své dva góly do sítě Granady 2. září (3. kolo), což podnítilo spekulace, zdali se hráč nechce vrátit do Manchesteru United či zdali jej nevyvedlo z míry nezískání ocenění UEFA pro fotbalistu roku, kterou obdržel Andrés Iniesta.
Na pomezí září a října vsítil poprvé v kariéře dvakrát za sebou hattrick, nejprve na konci září Deportivu La Coruña v La Lize při domácí výhře 5:1 a posléze na půdě Ajaxu v Lize mistrů při výhře 4:1. Real Madrid v této skupině mimo jiné narazil na Borussii Dortmund a Manchester City, po druhém utkání měl ovšem dvě výhry.
Navzdory výkonům za rok 2012 putoval Zlatý míč FIFA do rukou jeho kariérního rivala Lionela Messiho, sám Ronaldo skončil druhý.
Na začátku ledna vedl mužstvo jako kapitán navzdory přítomnosti Ikera Casillase na hřišti a dvěma góly pomohl zdolat Real Sociedad 4:3.
Na konci ledna pak nejprve třikrát skóroval proti Getafe při výhře 4:0. První z gólů byl jeho 300. gólem na klubové úrovni v kariéře.
O tři dny později, dne 30. ledna 2013, navlékl kapitánskou pásku také proti Barceloně, první domácí zápas domácího poháru Copa del Rey ale skončil nerozhodně 1:1.
V prvním zápase Realu v semifinále Ligy mistrů 2012/13 24. dubna 2013 proti Borussii Dortmund vstřelil jeden gól (vyrovnával na průběžných 1:1, byl to jeho jubilejní padesátý gól v Lize mistrů a dvanáctý v tomto ročníku LM), ale Real nakonec odjížděl domů s porážkou 1:4 a nepříjemnou pozicí pro odvetu. Výhra 2:0 v odvetě 30. dubna na postup nestačila, Ronaldo se musel se svými spoluhráči rozloučit s vidinou zisku poháru pro vítěze Ligy mistrů. Ronaldo v tomto zápase gól nevstřelil, se 12 góly byl ovšem nejlepším střelcem ročníku.
Ronaldo dal 300. gól ve svém 197. zápase za Real Madrid dne 8. května v lize proti Málaze, která Realu podlehla po výsledku 2:6.

#### Sezóna 2013/14

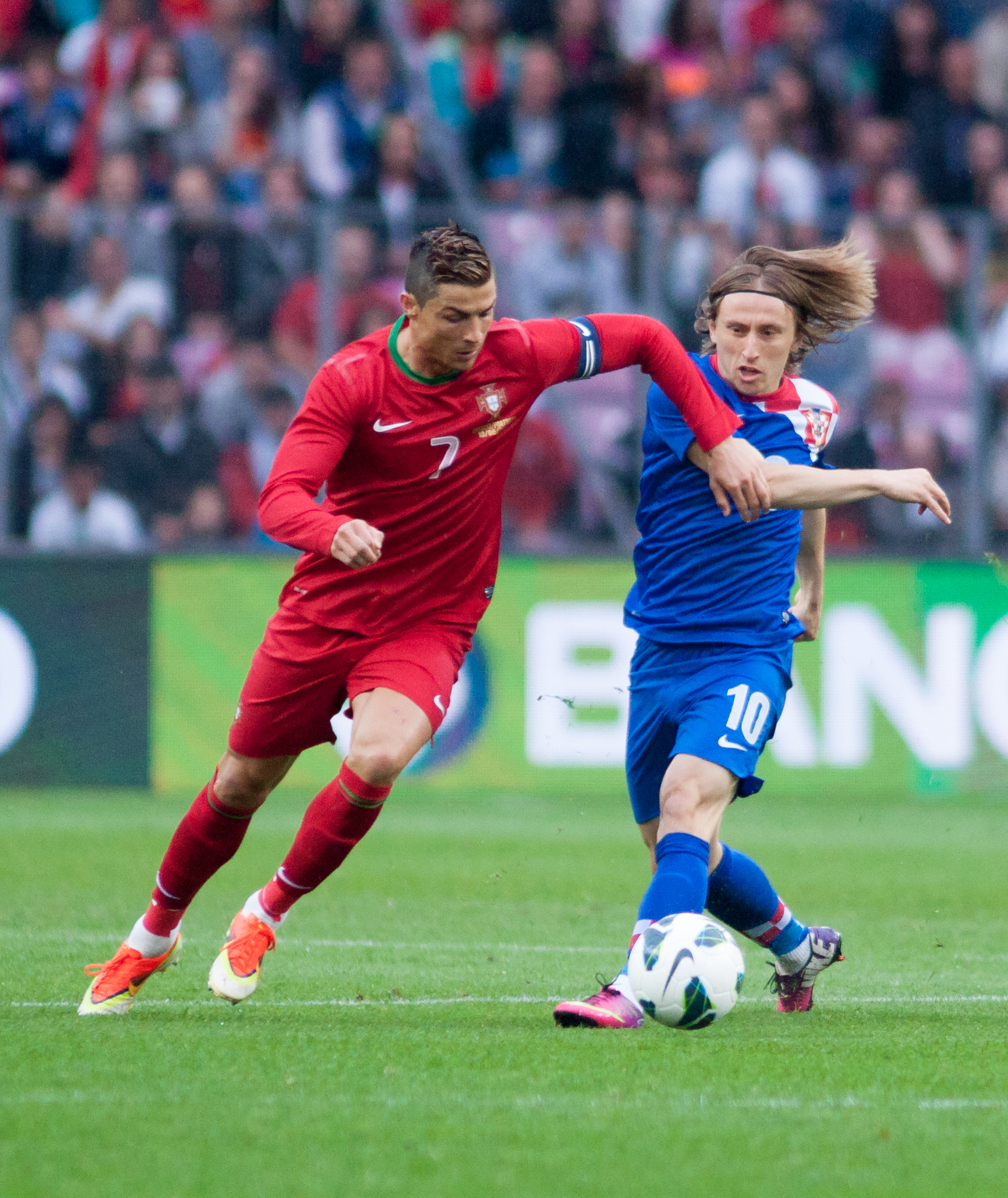
Cristiano Ronaldo obchází Luku Modriće během přátelského utkání Portugalska s Chorvatskem v červnu 2013, v němž na Stade de Genève vstřelil jediný gól

Počínaje sezónou 2013/14 se Ronaldo stal součástí hvězdné útočné trojice s Karimem Benzemou a nově příchozím Garethem Balem, kterou média označovala zkráceně „BBC“.
V průběhu září Ronaldo odehrál úvodní utkání skupiny v Lize mistrů a na hřišti Galatasaray se blýskl hattrickem při výhře 6:1.
Během těchto dní se dohodl s klubem na prodloužení smlouvy na dalších pět let a stal se nejvíce vydělávajícím fotbalistou na světě, když předběhl Zlatana Ibrahimoviće.
23. října 2013 vstřelil dva góly v utkání základní skupiny Ligy mistrů 2013/14 italskému Juventusu, zařídil tak výhru Realu 2:1. Druhý gól vstřelil z pokutového kopu. S Realem postoupil z prvního místa v základní skupině B do vyřazovacích bojů Ligy mistrů 2013/14. V posledním utkání skupiny 10. prosince 2013 vstřelil gól proti dánskému týmu FC Kodaň a přispěl tak k vítězství 2:0. Zároveň to byla jeho devátá branka v základní skupině, čímž vytvořil nový rekord LM.
Ronaldo zaznamenal tři góly a tedy další hattrick proti Realu Sociedad (13. ligové kolo) při výhře 5:1 na začátku listopadu.
V lednu roku 2014 obdržel ocenění Zlatý míč FIFA za výkony v minulém roce a ukončil tak sérii Lionela Messiho, jenž ocenění obdržel čtyřikrát za sebou a v tomto případě zůstal společně s dalším finalistou Franckem Ribérym až za Ronaldem.
22. prosince 2013 jednou skóroval v ligovém utkání s Valencií, což byla jeho 18. trefa v ligovém ročníku 2013/14. V tabulce střelců jej však o gól přeskočil Diega Costu z Atlética Madrid. Na konci ročníku se Ronaldo stal s 31 vstřelenými góly nejlepším kanonýrem Primera División. Ligový titul v sezóně sice nezískal (vyhrálo jej Atlético Madrid), ale stal se vítězem Ligy mistrů UEFA po finálové výhře 4:1 po prodloužení v derby právě nad Atléticem Madrid. K vítězství přispěl jednou brankou a se 17 góly (rekord soutěže) se stal také nejlepším střelcem tohoto ročníku Ligy mistrů a obhájil tak své prvenství z předchozího ročníku (celkem se stal králem střelců LM třikrát, ještě v sezoně 2007/08).
Ronaldo se stal zároveň prvním hráčem v historii, který skóroval ve finále za dva různé vítězné týmy LM.

#### Sezóna 2014/15
V srpnu zahájil novou soutěžní sezónu Superpohárem UEFA proti Seville a dvěma góly zařídil výhru 2:0 a zisk trofeje.
Ronaldo byl v základní sestavě Realu proti Atlétiku Madrid v prvním zápase o Španělský superpohár Supercopa de España 2014, kvůli zranění jej ale trenér Carlo Ancelotti o poločasové přestávce vystřídal. Domácí zápas skončil 1:1, u Ronalda se ukázal být problémem levý stehenní sval a nikoliv záda, se kterými laboroval v průběhu léta.
Atlétiko druhý srpnový zápas zvládlo a vyhrálo 1:0, Ronaldo odehrál až druhý poločas, během něhož ale soupeře neohrozil.
Nový ročník Primera División 2014/15 začal fantasticky, když vstřelil ve 3. a 4. kole dohromady 7 gólů (celkově měl za 4 kola vstřeleno 9 branek), také se zapsal do listiny 10 nejlepších střelců Primera División. V prosinci roku 2014 překonal rekord Alfreda di Stéfana a Telma Zarry, když vstřelil za celé své působení v La Lize rekordních 23 hattricků. 5. dubna 2015 vstřelil poprvé v kariéře 5 gólů v ligovém zápase, bylo to proti týmu Granada CF při výhře 9:1.
Ronaldův gólový „účet“ za sezónu 2014/15 dosáhl čísla 61, což se stalo jeho osobním rekordem do té doby.

#### Sezóna 2015/16

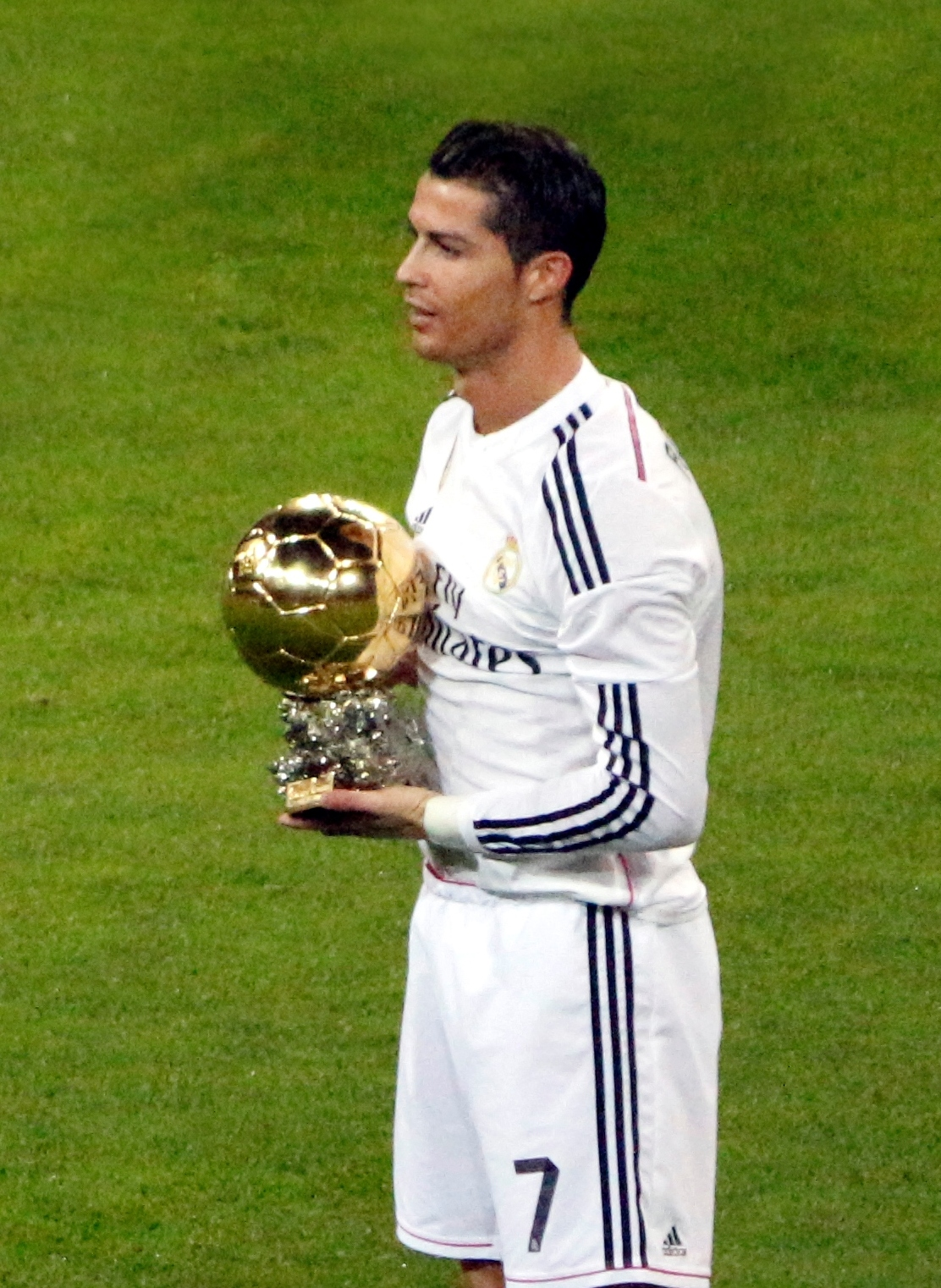
Cristiano Ronaldo se Zlatým míčem FIFA za rok 2014

V utkání La Ligy venku proti Espanyolu 12. září 2015 se Ronaldo stal autorem pěti gólů, konečná výhra činila 6:0. Díky tomu překonal Raúla jakožto nejlepšího střelce Realu Madrid ve španělské lize, na kontě měl nyní 229 gólů.
Pár dní na to se hattrickem postaral o výhru 4:0 nad Šachtarem Doněck v úvodním utkání Ligy mistrů a s 80 góly čněl na vrcholu tabulky střelců v této soutěži.
Ve druhém utkání evropské scény 30. září proti švédskému Malmö vyhrál Real Madrid venku 2:0, Ronaldo mezitím dosáhl na svůj 500. gól v kariéře.
V prosinci navázal na jeden gól proti Malmö a v utkání v Madridu vstřelil tomuto soupeři čtyři góly při výhře 8:0. Čtvrtým gólem navýšil počet gólů ve skupinové fázi v této sezóně na 11, přičemž do té doby nikdo nevstřelil ani deset.
Ronaldovy čtyři góly při ligové výhře 7:1 nad Celtou Vigo 5. března 2016 Portugalce posunuli na druhé místo před Telma Zarru v historické tabulce střelců španělské ligy, před ním zůstal Lionel Messi z Barcelony.
První čtvrtfinálový zápas Ligy mistrů v Německu proti Wolfsburgu skončil prohrou 0:2, Ronaldo ale domácí odvetu ovládl třemi góly a jeho hattrick v konečném součtu po výsledku 3:2 vyústil v postup do semifinále.
Spolu s Realem dokráčel do finále, které se stalo reprízou toho z před dvou let, neboť soupeřem se stalo opět Atlético Madrid. Ronaldo během finále podal později kritizovaný výkon, ale při penaltovém rozstřelu nezaváhal a rozhodl o vítězství, pro něj již třetího.
Popáté se stal nejlepším střelcem v Lize mistrů, tento rok počtvrté za sebou a tentokráte ovládl žebříček se 16 góly.
Pošesté za sebou vstřelil za sezónu 50 a více gólů a ačkoli 31letý, odehrál z mužstva nejvíce minut za celou sezónu.

#### Sezóna 2016/17

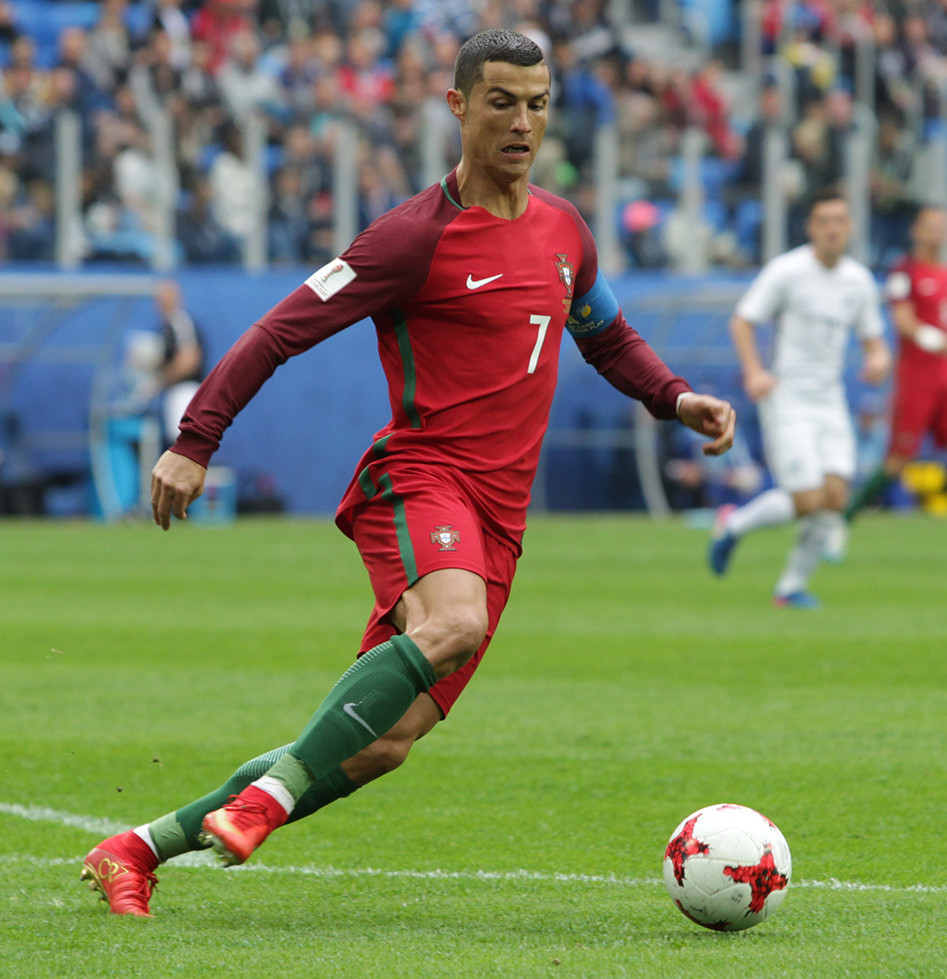
V přátelském utkání, v němž Portugalsko porazilo Nový Zéland 4:0

Ronaldovo zranění z vítězného finále evropského šampionátu jej připravilo o první trojici zápasů nové sezóny včetně toho o Superpohár UEFA proti Seville.
V polovině září pomohl k obratu domácího zápasu Ligy mistrů proti Sportingu z 0:1 na 2:1. V 89. minutě totiž skóroval z přímého kopu, v nastaveném čase pak obrat dokonal Álvaro Morata. Ronaldo gól proti svému mateřskému klubu neoslavil.
Na začátku listopadu prodloužil smlouvu do 30. června 2021.
Jeho hattrick na půdě Atlética Madrid dnes 19. listopadu znamenal výhru Realu 3:0. Sám Ronaldo se stal historicky nejlepším střelcem madridského derby s 18 góly – překonal Alfreda Di Stéfana se 17 góly.
V prosinci se představil na Mistrovství světa klubů FIFA, kde proti celku Club América 15. prosince vstřelil 500. gól klubové kariéry.
Real přes mexického soupeře přešel a ve finále v prodloužení zdolal 4:2 japonský celek Kašima Antlers, sám Ronaldo vstřelil hattrick a stal se mužem utkání.
Následně byl vyhlášen nejlepším fotbalistou turnaje, který opanoval potřetí v kariéře (2008 s United, 2014 s Realem).
V lednu 2017 obdržel ocenění FIFA pro nejlepšího hráče světa.
V tomto měsíci z penalty vstřelil gól Seville a srovnal rekord někdejšího útočníka Realu Madrid Huga Sáncheze v počtu proměněných penalt ve španělské první lize – 56. Real Madrid ale prohrál 1:2 a přišel o svoji sérii bez porážky.
V dubnovém čtvrtfinále Ligy mistrů na hřišti Bayernu Mnichov otočil výsledek utkání na 2:1 svými dvěma góly ve druhém poločase.
Domácí odveta si po výsledku 1:2 z pohledu Realu vyžádala prodloužení, v něm však Ronaldo zkompletoval hattrick a celkově pěti góly ve dvojzápase rozhodl o postupu do semifinále po celkovém výsledku 6:3. Jako první fotbalista tak dosáhl stovky gólů v této soutěži.
Začátkem května vstřelil v domácím semifinále hattrick Atlétiku Madrid a přiblížil Real Madrid finálovému zápasu.
V La Lize vstřelil dva góly do sítě Celty Vigo a překonal 46 let starý rekord Jimmyho Greavese, jenž vévodil střelcům pěti největších evropských ligových soutěží s 366 góly.
Ve finále dorovnal další počin Alfreda Di Stéfana, když se stal druhým hráčem skórujícím ve třech finálových duelech Ligy mistrů (v minulosti Pohár mistrů evropských zemí). Dvěma góly Juventusu pomohl zvítězit 4:1, čímž Real Madrid jako první klub novodobé historie této soutěže obhájil prvenství. Ronaldo navíc zaznamenal 600. gól své kariéry – klubové a i reprezentační.

#### Sezóna 2017/18
V polovině srpna 2017 se Ronaldo v roli střídajícího žolíka zasadil jedním gólem o výhru 3:1 nad Barcelonou ve Španělském superpoháru. Oslava gólu svlečením dresu si vysloužila karetní trest od rozhodčího, který později Ronalda po druhé žluté kartě za simulování v pokutovém území soupeře vyloučil.
Ve druhém zápase uspěl „Bílý balet“ i bez něho a získal tak superpohár. V říjnu 2017 obdržel podruhé za sebou cenu pro Nejlepšího hráče podle FIFA.
V prosinci měl na kontě jen dva gólové zásahy ve španělské lize, zato v Lize mistrů jich měl po skupinové fázi devět. Začátkem prosince se stal prvním hráčem Ligy mistrů, který dokázal skórovat ve všech šesti skupinových zápasech, když se mu to podařilo i proti Borussii Dortmund.
Následně obdržel další individuální ocenění, a to Zlatý míč. Protože jej získal popáté, dorovnal počet těchto ocenění držený Lionelem Messim.
Ronaldo se posléze 16. prosince prosadil z přímého kopu ve finále Mistrovství světa klubů FIFA proti Grêmiu, které skončilo výhrou Realu 1:0, obhajobou této soutěže a pátou trofejí za kalendářní rok 2017.
Třetí březnový den roku 2018 vstřelil svůj 300. gól ve španělské La Lize do sítě Getafe, na což mu stačilo 286 zápasů – nikdo jiný této mety nedosáhl tak rychle jako on.
Když pak Real porazil 18. března Gironu 6:3, přispěl k tomu Ronaldo čtyřmi góly a zaznamenal 50. hattrick své kariéry.
Ve čtvrtfinálovém březnovém utkání na hřišti Juventusu dvěma góly podpořil týmovou výhru 3:0. Pozornost si získal hlavně druhým z gólů, kdy se předvedl „nůžkami“.
Soupeřův stoper Andrea Barzagli tento gól nazval „gólem z Playstationu“.
Diváci v turínském hledišti mu uznale zatleskali.
Real se v průběhu dubnové odvety přiblížil vlastnímu vyřazení, ale Ronaldův gól z penalty v 98. minutě nastavení znamenal postup do semifinále po celkovém výsledku 4:3 (3:0, 1:3).
Proti Juventusu se Ronaldo prosadil podesáté ve své kariéře, což je rovněž rekordem Ligy mistrů.
Real Madrid ve finále porazil Liverpool 3:1, prvenství obhájil a získal potřetí v řadě za sebou a Ronaldo se stal prvním hráčem novodobé Ligy mistrů UEFA s pěti triumfy.

### Juventus

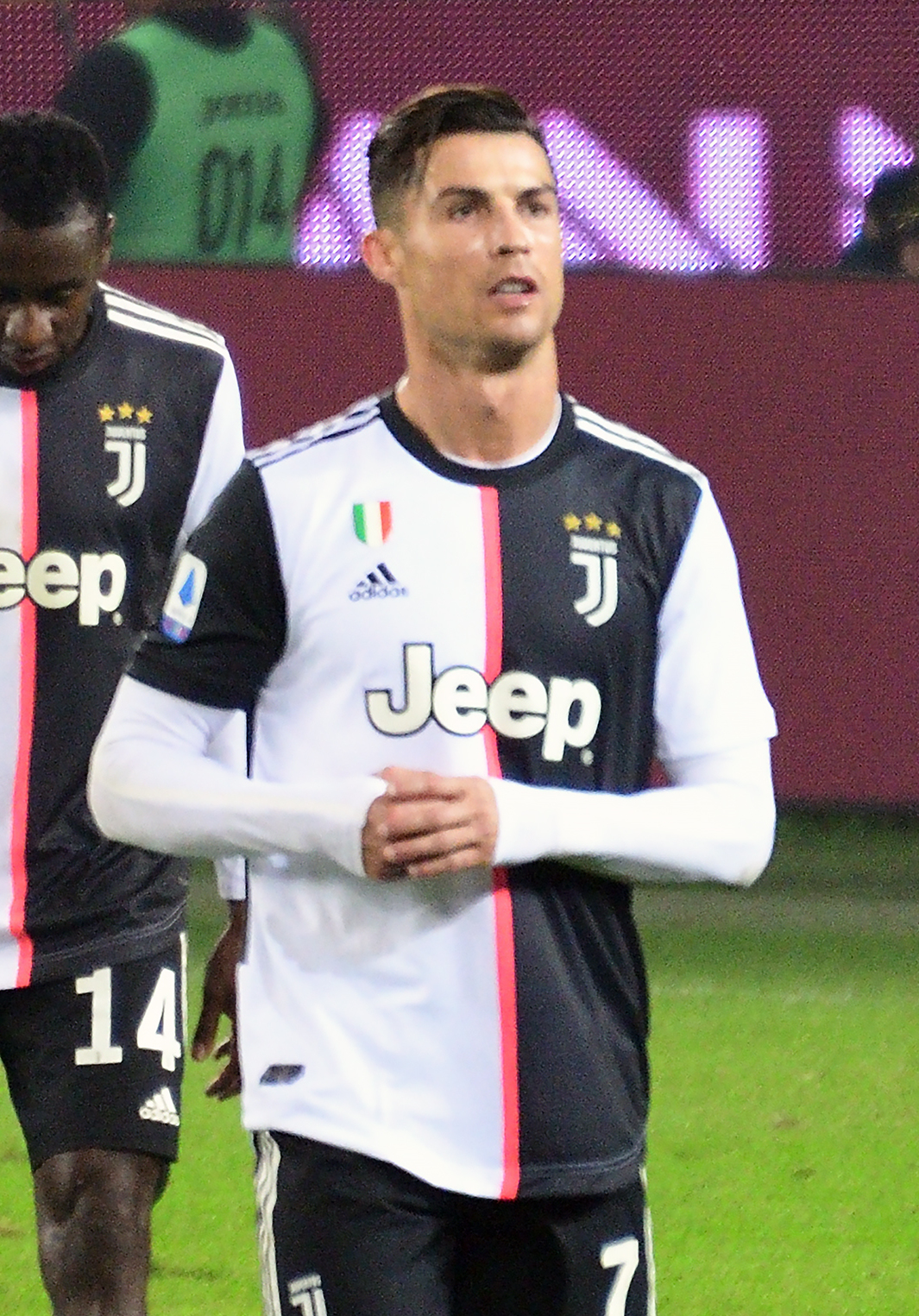
Cristiano Ronaldo v Juventusu, 2019

#### Sezóna 2018/19
Cristiano Ronaldo se stal 10. července 2018 posilou italského Juventusu. Ten za 33letého útočníka zaplatil částku 88,3 milionu liber (neboli 100 milionů eur) a s hráčem podepsal čtyřletý kontrakt s týdenním platem 500 tisíc liber týdně.
Ronaldův přestup se stal čtvrtým nejdražším transferem v dějinách fotbalu a nejdražším transferem fotbalisty staršího 30 let.
Zároveň se Ronaldo zapsal do dějin jakožto nejdražší nákup italského klubu.
Ve čtvrtém soutěžním utkání v novém týmu poprvé skóroval, a to dne 16. září v lize proti Sassuolu a rovnou dvakrát. Juventus s jeho přispěním vyhrál 2:1.
Druhým gólem se navíc zapsal do historie jako hráč se 400 góly v nejvyšších ligových soutěžích, kam se naposledy zapsal Uwe Seeler, v době Ronaldovy trefy už 81letý muž.
Ronaldo s týmem odcestoval do Valencie, kde si 19. září poprvé zahrál Ligu mistrů ve dresu turínského klubu. Ve 29. minutě měl podle rozhodčího Felixe Brycha zatahat za vlasy obránce Valencie Jeisona Murilla a za tento údajný přestupek byl vyloučen, vůbec poprvé během 154 zápasů v této soutěži. Dva góly Miralema Pjaniće z penalty přesto přisoudily tři body Juventusu.
V předposledním pátém utkání proti Valencii vstřelil jediný gól domácího klání a stal se vůbec prvním hráčem se stovkou vyhraných utkání v rámci Ligy mistrů UEFA.
Proti Fiorentině 1. prosince na její půdě zpečetil vítězství 3:0 gólem z penalty v 79. minutě. Zaznamenal tak 10. gól ve 14 utkáních Serie A, což se hráči Juventusu v jeho premiérové sezóně zdařilo naposledy Johnu Charlesovi z Walesu v roce 1957.
Na začátku prosince nedosáhl na ocenění Ballon d’Or (Zlatý míč) a skončil za bývalým spoluhráčem z Realu Madrid, středopolařem Lukou Modrićem. Ronaldo se v této anketě již pošesté umístil jako druhý.
Za Modrićem skončil druhý také v srpnu při vyhlašování ceny pro nejlepšího evropského hráče podle UEFA za sezónu 2017/18.
A byl to opět Modrić, který jej v září připravil o ocenění pro nejlepšího fotbalistu podle FIFA.

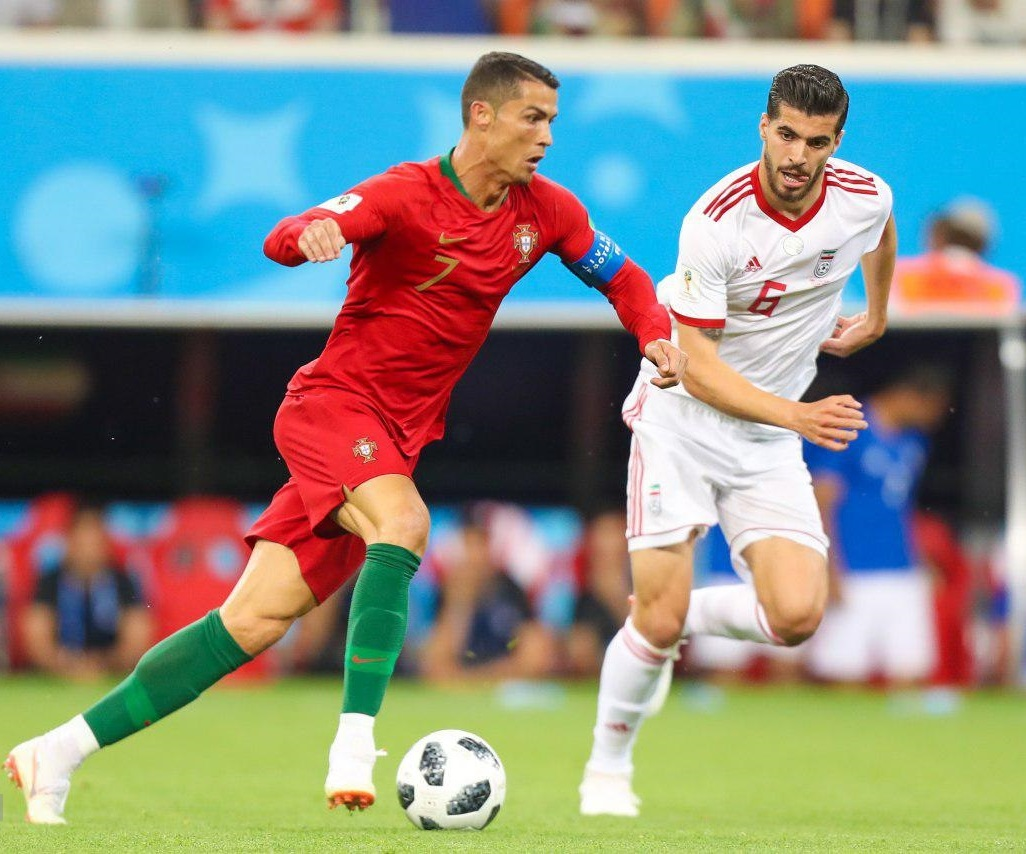
Na Mistrovství světa 2018 v utkání Portugalska proti Íránu

Proti AC Milán 16. ledna 2019 vybojoval první trofej v Turíně jediným gólem utkání italského superpoháru.
Ronaldo dále skóroval 10. února v utkání proti Sassuolu při výhře 3:0. Podeváté v řadě tak dal gól ve venkovním utkání, což se naposledy podařilo v 90. letech útočníkovi Giuseppemu Signoriovi.
První zápas osmifinále Ligy mistrů s Atléticem Madrid Juventus venku prohrál 0:2. V odvetě v Turíně 12. března na sebe Ronaldo upozornil, když sám vstřelil všechny tři góly toho večera (dva góly hlavou a proměněná penalta) a zasloužil se o postup do čtvrtfinále.
Proti Ajaxu v další fázi zaznamenal další gól hlavou a jeho 125. gól v Lize mistrů, čímž dorovnal Zlatana Ibrahimoviće, s nímž byl po tomto zápase historicky nejlepším střelce Ligy mistrů v její novodobé historii.
Domácí odvetu Juventus nezvládl a po porážce 1:2 vypadl. Ronaldo otevřel skóre tohoto klání v první půli, Nizozemci dvěma góly zápas otočili.
Utkání 33. kola Serie A dne 20. dubna mezi domácím Juventusem a hostující Fiorentinou rozhodlo o osmém titulu pro Juventus v řadě. Fiorentina prohrála 1:2, Ronaldův centr si do vlastní brány srazil obránce German Pezzella.
V derby proti Interu Milán následující týden vstřelil 600. gól klubové kariéry a dopomohl k remíze 1:1 venku v Miláně.
V průběhu května obdržel ocenění pro nejužitečnějšího hráče ligy, které si zasloužil 22 góly a 11 asistencemi napříč 33 zápasy.
Stejně nebo více gólů než on v italské lize vstřelili jen Capocannoniere Fabio Quagliarella (26), Duván Zapata (23) a Krzysztof Piątek (22).
Ronaldo získal v sezóně 2018/19 svůj šestý ligový titul v kariéře a stal se prvním hráčem, kterému se to zdařilo v Anglii, Španělsku a Itálii.

#### Sezóna 2019/20
Ve druhém kole ligové sezóny na konci srpna Juventus přivítal Neapol a v 62. minutě vedl 3:0, poté, co Ronaldo svým prvním gólem sezóny navýšil vedení po centru Douglase Costy. Soupeř se vzmohl na vyrovnání skóre (3:3), ale po vlastním gólu Kalidoua Koulibalyho nakonec prohrál.
V průběhu září byl vyhlášen vítěz ceny Nejlepší hráč FIFA a oceněným se stal Lionel Messi. Ronaldo skončil třetí za Messim a van Dijkem.
Ve druhém skupinovém utkání Ligy mistrů 1. října 2019 vstřelil třetí závěrečný gól do sítě Leverkusenu při výhře 3:0.
Ronaldo tímto vyhrál 105. utkání Ligy mistrů v kariéře a překonal Ikera Casillase, předchozího držitele rekordu v počtu vítězných utkání (104 utkání).
Zároveň dal gól ve 14 po sobě jdoucích sezónách v této evropské soutěži, jedinými dalšími fotbalisty, jimž se toto povedlo jsou Raúl a Lionel Messi.
Ve skupině proti Lokomotivu Moskva pomohl vyhrát 2:1 na venkovní půdě. V Moskvě odehrál své 174. utkání v evropských soutěžích a dorovnal tak Paola Maldiniho. Více utkání odehrál jen Iker Casillas, a to 188.
Proti Sampdorii Janov 18. prosince se gólově prosadil hlavou po centru Alexe Sandra a tento jeho vítězný gól pomohl k výhře 2:1. Obdiv si získal pro neobvyklý výskok do výšky 2,56 metru, který tomuto gólu předcházel. Ronaldova hlava tak byla výše než je úroveň břevna a jeho pas byl na úrovni hlavy na zemi stojících protihráčů. Soupeřův trenér Claudio Ranieri poznamenal, že podobné výskoky jsou k vidění v NBA.
Domácí diváci v Turíně 6. ledna 2020 byli svědky premiérového Ronaldova hattricku v italské lize, a to proti Cagliari. Všechny čtyři góly padly ve druhém poločase, ten druhý si Ronaldo připsal proměněnou penaltou. Před svým posledním gólem na konečných 4:0 přidal ještě asistenci na gól Gonzala Higuaína. Po Alexisovi Sánchezovi se stal dalším fotbalistou, který zaznamenal hattrick v anglické, španělské i italské lize.
Proti Fiorentině 2. února 2020 skóroval v devátém ligovém zápase za sebou, což se rovnalo klubovému rekordu Davida Trézégueta, dřívější ikoně Juventusu. Tomu se to povedlo v prosinci 2005.
Ronaldo sice v dalším kole rekord překonal a skóroval i proti Hellasu Verona, avšak Juventus prohrál 1:2.
Rekordní řada pokračovala v 11. kole proti klubu S.P.A.L., Ronaldo tak jedním gólem podpořil venkovní výhru 2:1. Mimo jiné šlo o jeho 1000. utkání profesionální kariéry, během něhož vstřelil 21. gól této ligové sezóny v 21 zápasech. Série 11 ligových utkání s gólem na kontě znamenala dorovnání rekordu v italské lize dvojice Gabriel Batistuta a Fabio Quagliarella.
Ronaldo 17. června odehrál finále domácího poháru proti Neapoli, na brankáře Alexe Mereta ale nevyzrál. Během 120 minut prodlužovaného střetu nepadl gól a na řadu přišel penaltový rozstřel. V něm uspěli hráči Neapole 4:2.
O pět dní později dal v prvním poločase z penalty gól do sítě Bologni a přispěl k výhře 2:0 svým 22 ligovým gólem. Stal se tak nejgólovějším Portugalcem v historii Serie A, čímž překonal Rui Costu.
Juventus se držel na špici peletonu před Laziem i díky venkovní výhře 3:1 nad Janovem, již Ronaldo podpořil přesným zásahem z dalekosáhlé střely.
Soutěžním gólem číslo 746 dotáhl Ference Puskáse na čtvrtém místě nejlepších střelců fotbalových dějin.

#### Sezóna 2020/21
Třetí sezónu v Juventusu zahájil pod novým trenérem Andreou Pirlem zářijovým zápasem proti Sampdorii Janov, ve kterém vstřelil třetí gól turínského týmu při výhře 3:0.
V říjnu prodělal nákazu koronavirem a tak musel vynechat čtyři soutěžní duely.  V Lize mistrů proti Dynamu Kyjev 2. prosince 2020 dal 750. gól své kariéry při výhře 3:0, tedy proti týmu, kterému dal svůj první gól v Lize mistrů 13 let předtím.  Poté se dvakrát prosadil z pokutového kopu v závěrečném duelu základní skupiny Ligy mistrů a to na slavném Camp Nou. Byly to jeho první dva góly v kariéře proti Barceloně v rámci milionářské soutěže. 
Na hřišti Janova 13. prosince zaokrouhlil počet startů za turínský klub na stovku.
Dvakrát skóroval z penalty a pomohl vyhrát 3:1.
Ronaldo rozhodl o výsledku venkovního prvního zápasu semifinále italského poháru Coppa Italia 2. února 2021, když dvěma góly pomohl porazit rivala Inter Milán 2:1.
Proti Spezii 2. března odehrál 600. ligový zápas kariéry a třetím gólem zápasu pomohl vyhrát 3:0. Dosáhl 20 gólů za 21 zápasů Serie A a podvanácté v řadě se mu v ligové sezóně podařilo přes tuto 20 gólovou metu dostat.
Ačkoliv 9. března Juventus domácí odvetu Ligy mistrů proti Portu vyhrál 3:2 (venku prohrál 1:2), byl vyřazen vlivem pravidla o venkovních gólech. Italský deník Gazzetta dello Sport jej označil za zklamání a také z dalších míst se na Ronalda snesla kritika.
Vedle kritiky výkonu včetně chybného výskoku ve zdi, která umožnila soupeři skórovat z přímého kopu, se Ronaldo prvně od roku 2005 gólově neprosadil ve vyřazovacích bojích Ligy mistrů.
Na kritiku zareagoval hattrickem (v kariéře nově celkem 57) proti Cagliari 14. března, tedy týmu, kterému ledna 2020 vstřelil jediný předchozí hattrick za Juventus.
V zápase proti Sassuolu 12. května se trefil při výhře 3:1, čímž zaznamenal 100. gól za Juventus v rekordním počtu 131 zápasů.
Zatímco v Serii A se mužstvo snažilo zaručit si umístění v první čtyřce a účast v Lize mistrů, v italském poháru dosáhlo finále. To bylo odehráno 19. května mezi Juventusem a Atalantou a Juventus vyhrál 2:1.
Ač se finále obešlo bez Ronalda na listině střelců, dosáhl Portugalec na další historické prvenství – stal se totiž prvním fotbalistou, který vyhrál domácí pohár v Anglii, Španělsku a Itálii.
Do třetice se mu zdařilo opanovat listinu střelců Serie A vstřelením 29 gólů a jako první fotbalista se stal elitním střelcem v anglické, španělské i italské lize. Dne 27. srpna oznámil, že už za klub hrát nebude. Téhož dne se na oficiálních stránkách klubu Manchester United objevilo, že se Cristiano Ronaldo k nim vrací a přestupuje právě tam.

### Manchester United – návrat

#### Sezóna 2021/22

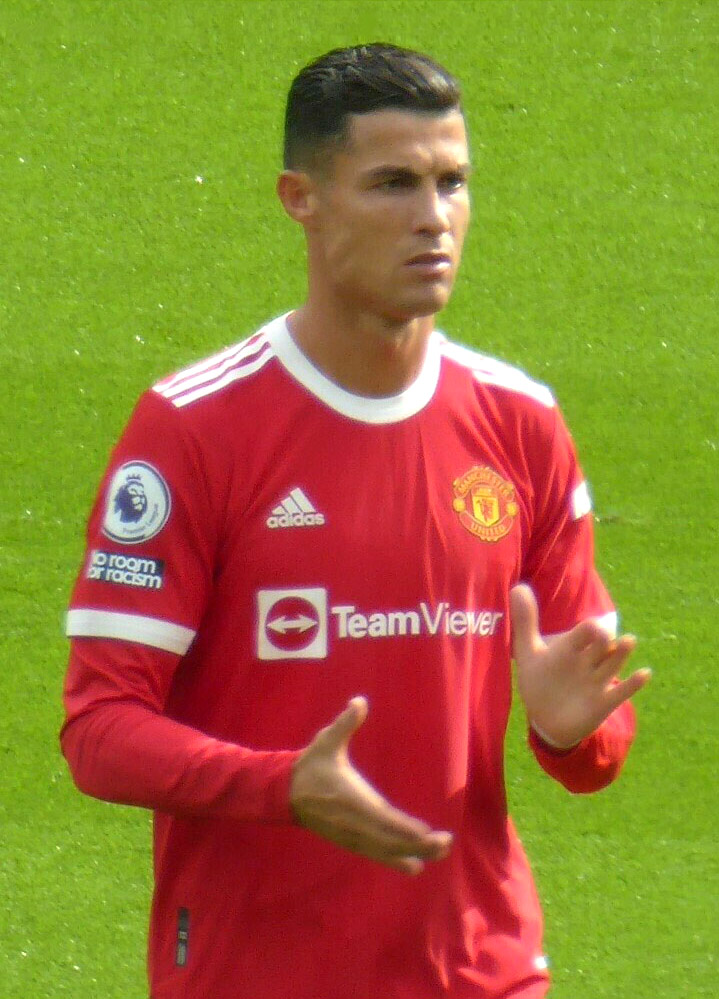
Cristiano Ronaldo v Premier League proti Newcastlu, prvním utkání po návratu do Manchesteru United, září 2021

Ronaldův první zápas za Rudé ďably – jak se Manchesteru United přezdívá – pro něj i tým skončil příznivě. Portugalec přispěl k výhře 4:1 nad Newcastlem dvěma brankami. Prosadil se i v dalším zápase v Lize mistrů, ale tentokrát porážce 1:2 nezabránil. Při výhře proti West Hamu se také jednou prosadil. Přestože 29. září se spoluhráči ještě v 59. minutě prohrával v Lize mistrů s Villarrealem 0:1, otočil společně s Alexem Tellesem zápas, poté co každý z nich dal jeden gól. Po takřka měsíčním gólovém půstu se 20. října opět stal hrdinou. Italská Atalanta sice ještě o poločase vedla 2:0, ale díky gólům Marcuse Rashforda a Harryho Maguira bylo srovnáno. V 81. minutě dokonal obrat Ronaldo. Po ostudné prohře 0:5 proti Liverpoolu si fotbalisté United spravili chuť výhrou 3:0 proti Tottenhamu, kdy se Ronaldo po delší době prosadil i v Premier League. 2. listopadu při dalším zápase proti Atalantě dvěma srovnávacími góly upravil výsledek na 2:2. Po dvou ligových prohrách si Manchester United pojistil i díky Ronaldově gólu výhrou 2:0 nad Villarrealem postup do vyřazovací fáze Ligy mistrů. Dne 2. prosince se po třech zápasech Ronaldo a spol. radovali z ligové výhry, po přestřelce s Arsenalem vyhráli především díky dvěma Ronaldovým gólům. Ten v tomto zápase překonal hranici 800 vstřelených gólů v kariéře a už jen čtyři mu chyběly k dohnání Josefa Bicana jakožto nejlepšího střelce fotbalové historie. Po dvou zápasech bez gólů se Ronaldo opět prosadil z penalty proti Norwichi a rozhodl zápas. V posledním zápase roku 2021 přispěl brankou k výhře proti Burnley.
Dne 8. února 2022 remizoval Manchester United proti Burnley 1:1 a Ronaldo vyšel střelecky naprázdno už v pátém po sobě jdoucím zápase. Něco takového se mu naposledy stalo v roce 2010. Po další remíze se Southamptonem se Ronaldo prosadil při výhře proti Brightonu 2:0. United po šesti zápasech bez prohry (Ronaldo se v těchto utkáních prosadil jen jednou) podlehli městskému rivalovi Manchesteru City vysoko 1:4. Dne 12. března 2022 vstřelil Ronaldo hattrick v utkání proti Tottenhamu Hotspur a podle FIFA dokonce překonal Josefa Bicana coby nejlepšího střelce fotbalové historie. 16. dubna v utkání proti Norwichi dal svůj celkově 60. hattrick v kariéře a zároveň svůj 50. ligový hattrick při výhře 3:2.

#### Sezóna 2022/23
Dne 14. listopadu 2022 v rozhovoru Cristiano Ronaldo řekl, že se cítí zrazen klubem Manchester United, také prozradil proč se nezúčastnil předsezónní přípravy, jaký má vztah s trenérem Erikem ten Hagem a vedením United. ,,Nemohl jsem na předsezónní přípravu kvůli rodinným problémům. Mé dítě bylo hospitalizováno. A vedení United i s prezidentem mi to nevěřili. Byl to hrozný pocit. Strávil jsem týden v nemocnici a i přesto o mých důvodech pochybovali. Zasáhlo mě to." Ronaldo tvrdí, že kouče Erika ten Haga nerespektuje, jelikož od něj sám necítí dostatečnou úctu. Také řekl, že Američtí vlastníci se údajně o chod klubu absolutně nezajímají, lidé z vedení se jej v létě pokusili doslova vyštvat. Navíc kritizoval tréninkové zázemí United, které se podle jeho slov za dvě desetiletí vůbec nezměnilo. Dne 18. listopadu 2022 vedení Manchesteru United oznámilo, že hodlají zažalovat Ronalda a co nejrychleji s ním rozvázat kontrakt za porušení smlouvy podle všeho už Ronalda ani nepustí ani do tréninkového centra United a trenér Erik ten Hag už s ním nepočítá.
O čtyři dny později, 22. listopadu 2022, klub oficiálně oznámil, že po vzájemné dohodě Cristiano klub podruhé ve své kariéře opustí.

### Al-Nassr FC

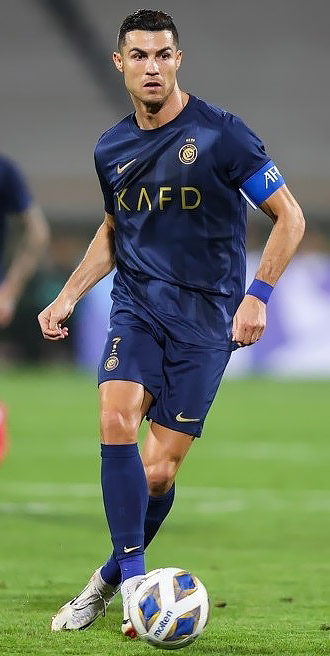
Cristiano Ronaldo s kapitánskou páskou v saúdskoarabském klubu Al-Nassr FC, září 2023

Dne 30. prosince 2022 Cristiano Ronaldo podepsal kontrakt na 2 a půl roku se saúdskoarabským klubem Al-Nassr FC, kde se stal nejlépe placeným fotbalistou planety s ročním platem včetně reklamních dohod okolo 200 milionů eur. Také americký klub Sporting Kansas City z MLS měl velmi blízko k podpisu Ronalda, ale Ronaldo už měl dojednaný kontrakt s klubem Al-Nassr FC.

## Reprezentační kariéra
V portugalské reprezentaci debutoval v 20. srpna 2003 v přátelském zápase proti Kazachstánu (výhra 1:0).
Dne 19. listopadu 2013 vstřelil hattrick v odvetném barážovém utkání proti domácímu Švédsku a zařídil tak výhru 3:2 a postup Portugalska na Mistrovství světa ve fotbale 2014 v Brazílii. Dotáhl se tak v počtu reprezentačních branek (47) na krajana Pauletu. Jeho zdatným protivníkem byl v dresu Švédska Zlatan Ibrahimović, který skóroval dvakrát. Média totiž střetnutí těchto dvou evropských týmů popisovala jako souboj mezi Ronaldem a Ibrahimovićem. O čtyři dny dříve vstřelil Ronaldo v prvním utkání baráže jediný a tudíž vítězný gól.
Dne 5. března 2014 v přátelském zápase proti Kamerunu zaznamenal 2 góly (výhra 5:1), čímž se stal se 49 brankami nejlepším střelcem portugalské reprezentace (překonal Pauletu).

### EURO 2004
Na mistrovství Evropy ve fotbale 2004 vstřelil jediný gól Portugalska v prvním utkání proti Řecku (1:2). Dal i první gól svého týmu v semifinálovém utkání proti Nizozemsku, které nakonec Portugalsko vyhrálo 2:1. Ve finále však jeho tým opět prohrál s Řeckem (0:1).

### Letní olympijské hry 2004
Portugalsko se na olympijských hrách neukázalo v nejlepším světle. I přes lehce vypadající skupinu (Irák, Maroko, Kostarika) se Portugalsku nepovedlo postoupit. Ronaldo se nejvíce vytáhl v utkání s Marokem, kdy vstřelil první branku zápasu. Cristiano se představil ještě v utkání s Irákem, kde se ale gólově neprosadil.

### Mistrovství světa 2006
Cristiano, už jako jeden z tahounů mužstva, se dokázal prosadit i na tomto šampionátu. Stalo se tak v utkání proti Íránu. Byl to sice jeho jediný gól, ale to ho nemuselo mrzet, protože dovedl Portugalsko až do semifinále, kde podlehli Francii i se Zidanem 0:1. V utkání o bronz hraném na stadionu Mercedes-Benz Arena nastoupili Portugalci proti Němcům. Cristiano se v tomto zápase trápil a s ním i celý portugalský tým. V zápase nakonec Portugalci podlehli Němcům 1:3.

### EURO 2008
První zápas skupiny „A“ proti Turecku skončil pro Portugalsko vítězně 2:1.
Ve druhém zápase hraném znovu v Ženevě se Ronaldo postavil mužstvu České republiky a byl u všech třech gólů svého týmu, které vyhrálo 3:1. Byl u gólové akce, po které otevřel skóre Deco, který mu později nahrával na gól na 2:1. V závěru Ronaldo ještě asistoval na třetí gól Quaresmovi.
Jistota postupu přiměla trenéra Scolariho nechat odpočinout některé hvězdy včetně Ronalda, který proto do třetího zápasu skupiny proti pořadateli Švýcarsku (prohra 0:2) nezasáhl.
Ve čtvrtfinále s Německem prohrávali Portugalci 0:2, dokázali však snížit po gólu kapitána Nuno Gomese, kterému předcházela Ronaldova střela. Po prohře 2:3 se ale s turnajem rozloučili.

### Mistrovství světa 2010
Ronaldo se představil na Mistrovství světa v roce 2010 pořádané Jihoafrickou republikou, kde bylo Portugalsko nalosováno do „skupiny smrti“. Svěřenci trenéra Carlose Queiroze uhráli v prvním utkání bod po remíze 0:0 s Pobřeží slonoviny. Ronaldo se stal mužem zápasu.
Ve druhém utkání pomohl vyhrát 7:0 proti Severní Koreji, přičemž asistoval gólu Tiaga Mendese na 4:0 a sám zvyšoval na 6:0.
Proti Brazílii ve třetím utkání skupiny nastoupil, Portugalsko po remíze 0:0 postoupilo do osmifinále se Španělskem.
Proti Španělsku se však Ronaldo ani nikdo z jeho spoluhráčů neprosadil a Portugalsko tak turnaj po porážce 0:1 s budoucím vítězem opustilo.

### EURO 2012

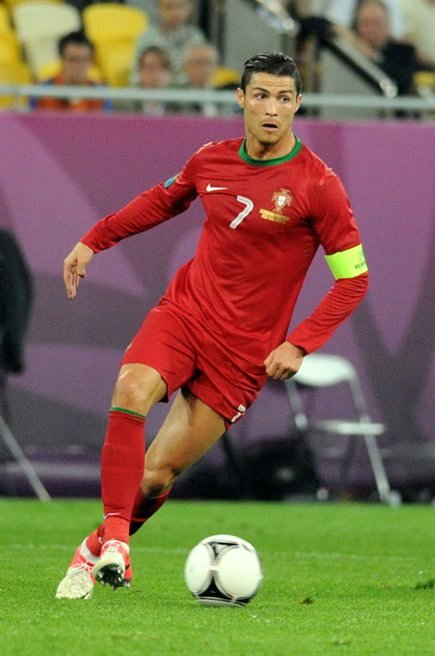
Cristiano Ronaldo na evropském turnaji EURO 2012 v utkání proti Německu

Portugalsko bylo na turnaji Euro 2012 pořádané Polskem a Ukrajinou nalosováno do tzv. skupiny smrti. Ronaldo vyšel v úvodních dvou duelech střelecky naprázdno, jeho tým nejprve prohrál s Německem 0:1 a posléze vyhrál 3:2 nad Dánskem. Bývalý anglický fotbalista Chris Waddle se následně pro BBC vyjádřil, že Ronaldo prožívá nepovedený turnaj.
Ve třetím utkání proti Nizozemsku ale stvrdil postup do čtvrtfinále dvěma góly a pomohl vyhrát 2:1.
Proti Česku ve vyřazovacích bojích nejprve trefil tyč, v závěru základní hrací doby pak vstřelil jediný gól zápasu.
Semifinálový střet se Španělskem skončil nerozhodně 0:0 a nastal penaltový rozstřel. Ronaldo se rozhodl kopat až pátou penaltu, ale toho rozhodnutí jej o kopání možné rozhodující penalty připravilo, když jeho spoluhráči dvě penalty nedaly a Španělé postoupili po výsledku 4:2, aniž by Ronaldova penalta přišla na řadu.
Se třemi vstřelenými brankami byl v šestici nejlepších střelců EURA 2012 (mimo něj ještě Mario Gómez, Mario Balotelli, Mario Mandžukić, Alan Dzagojev, Fernando Torres).

### Mistrovství světa 2014
Ronaldo zahájil turnaj úvodním utkáním proti Německu, ve kterém však Portugalci prohráli 0:4. Ronaldo byl zastíněn soupeřovou ofenzivní hvězdou a autorem hattricku Thomasem Müllerem rovněž v dalších statistikách a nebezpečím pro soupeře byl zejména na začátku a na konci utkání, kdy jej vychytal brankář Manuel Neuer.
Proti USA se Portugalci přiblížili vyřazení, tým trenéra Paula Benta ale zachránil remízu 2:2 v nastaveném čase, když se po Ronaldově centru prosadil Silvestre Varela.
Ve třetím utkání potřebovalo mužstvo vyhrát proti Ghaně a věřit ve výhru Německa nad USA. Ronaldo vstřelil vítězný gól na konečných 2:1, Portugalsko ale bylo vyřazeno a sám Ronaldo tedy skončil svoji úspěšnou sezónu už ve skupině.

### EURO 2016

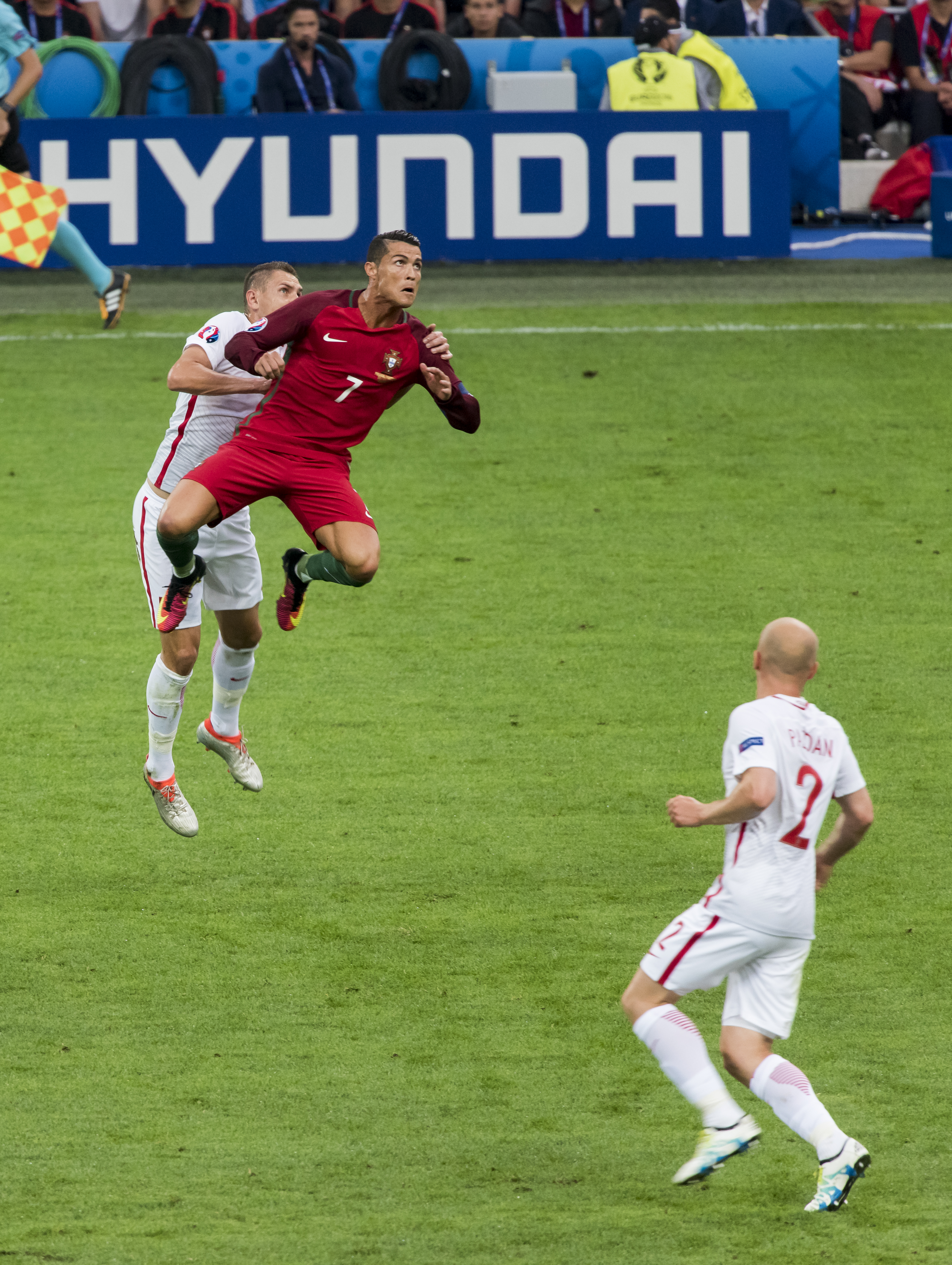
Cristiano Ronaldo ve čtvrtfinále evropského turnaje EURO 2016 proti Polsku

Trenér portugalského národního týmu Fernando Santos jej zařadil do závěrečné 23členné nominace na EURO 2016 ve Francii. Ve finále šampionátu proti domácí Francii utrpěl v prvním poločase zranění nohy po střetu s Payetem a Portugalci se museli po zbytek zápasu obejít bez své největší hvězdy. Přesto dokázali po vítězném gólu Édera v prodloužení získat svůj premiérový titul na Mistrovství Evropy. Na EURU 2016 vstřelil 3 góly, celkem jich má z evropských šampionátu na kontě 9, čímž vyrovnal rekord Francouze Michela Platiniho.

### Mistrovství světa 2018
Trenér portugalského národního týmu Fernando Santos jej zařadil do závěrečné 23členné nominace na Mistrovství světa ve fotbale 2018 v Rusku. V prvním zápase se Španělskem výrazně pomohl k remíze 3:3 hattrickem a konečně dal více než gól na jednom Mistrovství světa, v podstatě dal tolik gólů, co za minulé tři mistrovství dohromady.
Ve druhém zápase s Marokem dal hlavou jediný gól tohoto střetu a překonal Ference Puskáse v roli nejlepšího reprezentačního střelce Evropy (85 gólů).
Ve třetím skupinovém zápase proti Íránu neproměnil penaltu, gól Quaresmy ale zařídil remízu 1:1 a postup z druhého místa.
Konečnou bylo prohrané osmifinálové utkání proti Uruguayi po výsledku 1:2.
V průběhu července byl v hlasování fanoušků z webu FIFA.com zařazen do turnajového „Týmu snů“.

### Liga národů 2019
V roce 2019 se Ronaldo zúčastnil premiérového finálového turnaje Ligy národů UEFA a třemi góly pomohl překonat semifinálového soupeře, Švýcarsko při výhře 3:1. Gólově se prosadil na svém desátém reprezentačním turnaji, tím vůbec prvním bylo Euro 2004.
Ve finále hraném 9. června na portugalském stadionu Estádio do Dragão s týmem uspěl a po výhře 1:0 proti Nizozemsku slavil triumf.

### EURO 2020
Proti Litvě 10. září 2019 se zaskvěl čtyřmi góly a pomohl vyhrát evropské kvalifikační utkání 5:1. Tímto Ronaldo zaznamenal svůj osmý hattrick v reprezentaci.
V Budapešti 15. června 2021 odstartovalo Portugalsko kvůli pandemii covidu-19 odložené EURO 2020. Domácí Maďarsko kapitulovalo až v závěrečných 10 minutách, druhý gól Portugalců vstřelil z penalty právě Ronaldo, který posléze zvýšil vedení na konečných 3:0. Zejména za góly byl vyhlášen „hráčem zápasu“ a zlomil řadu rekordů. Prvním svým gólem předskočil Michela Platiniho, s nímž před zápasem sdílel rekord v počtu gólů na evropském šampionátu. Po zápase se v žebříčku s 11 góly osamostatnil. Navíc se stal prvním fotbalistou, kterému se podařilo dát gól na pěti Mistrovstvích Evropy.
Ve věku 36 let a 130 dní se stal nejstarším hráčem, který dokázal dát dva góly za zápas na Mistrovství Evropy a zároveň nejstarším portugalským hráčem, který dokázal dát gól na vrcholném turnaji.
Skupina smrti pokračovala 19. června v Mnichově zápasem proti Německu. Ronaldo otevřel skóre a nahrál Diogu Jotovi na gól, vítězem zápasu se však stalo Německo výsledkem 4:2. Nepostupem ohrožené Portugalsko se 23. června střetlo s již postupující Francií a s pomocí dvou Ronaldem proměněných penalt srovnalo na 2:2 a postoupilo ze třetího místa do osmifinále.
V osmifinále proti Belgii 27. června však naděje na obhajobu po prohře 0:1 zhasly.
Po turnaji byl oceněn Zlatou kopačkou pro nejlepšího střelce před rovněž pětigólovým Patrikem Schickem, oproti němuž si Ronaldo připsal navíc asistenci.

### Mistrovství světa 2022
V listopadu roku 2022 se v Kataru představil na svém pátém Mistrovství světa. V počtu účastí se tak dělil o rekord společně se sedmi dalšími hráči. Proti Ghaně 24. listopadu otevřel z penalty skóre prvního skupinového utkání, poté co byl sám faulován. Portugalci nakonec zvítězili výsledkem 3:2. Ronaldo se stal prvním fotbalistou historie světového šampionátu skórujícím v pěti turnajích. Mimo to si odnesl cenu FIFA pro nejlepšího hráče utkání. O čtyři dny později stanul v útoku v utkání s Uruguayí. Po 54 minutách vyskočil na střílený centr Bruna Fernandese, který vyústil v úvodní gól. Ačkoliv se později ukázalo, že autorem gólu byl vzdor Ronaldově oslavě skutečně Bruno, měl Ronaldo na gólu svůj podíl, jelikož pohybem zmátl brankáře Sergia Rocheta.
Postupující Portugalsko v oslabené sestavě prohrálo ve třetím skupinovém utkání 2. prosince 1:2 s Jižní Koreou. Ronaldo byl střídán po hodině hry. Jeho reakce na střídání přiměla trenéra Santose Ronalda opomenout při skládání základní jedenáctky pro osmifinálový střet se Švýcarskem. Na hrotu útoku zahájil 6. prosince zápas 21letý Gonçalo Ramos, který hattrickem přispěl k výhře 6:1. Pohledy kamer a celková mediální pozornost byla značně orientovaná na Ronalda i s ohledem na jeho „odchod“ z Manchesteru United před záhájením turnaje. Stadion v Lusailu si jej žádal na hřišti, trenér Santos jej uvedl do hry za rozhodnutého stavu 5:1 právě namísto Ramose. Bylo to poprvé od června roku 2008, kdy chyběl v základní sestavě národního mužstva při turnajovém utkání. Mezi náhradníky byl při čtvrtfinálovém duelu proti Maroku 10. prosince a nezabránil prohře 0:1 od jednoho z největších překvapení mistrovství. Ronaldo nastoupil znovu namísto Ramose po 50 minutách, ovšem s jednou výjimkou se k větší gólové příležitosti nepropracoval. Po vyřazení jej kamery zachytily v slzách při odchodu do útrob stadionu. V utkání Ronaldo zaznamenal jeden osobní rekord, když vyrovnal 196 reprezentačních utkání Bádira Mutavy z Kuvajtu.

## Reprezentační statistiky

### Reprezentační góly
Platí k zápasu hranému 11. června 2024. Skóre, výsledky a góly Portugalska se započítávají jako první.
| Gól  | Zápas | Datum              | Místo                                                    | Soupeř              | Skóre | Výsledek | Soutěž                                            |
| ---- | ----- | ------------------ | -------------------------------------------------------- | ------------------- | ----- | -------- | ------------------------------------------------- |
| 1.   | 8.    | 12. června 2004    | Estádio do Dragão, Porto, Portugalsko                    | Řecko               | 1:2   | 1:2      | Mistrovství Evropy ve fotbale 2004                |
| 2.   | 12.   | 30. června 2004    | Estádio José Alvalade, Lisabon, Portugalsko              | Nizozemsko          | 1:0   | 2:1      | Mistrovství Evropy ve fotbale 2004                |
| 3.   | 14.   | 4. září 2004       | Skonto stadions, Riga, Lotyšsko                          | Lotyšsko            | 1:0   | 2:0      | Kvalifikace na Mistrovství světa ve fotbale 2006  |
| 4.   | 15.   | 8. září 2004       | Estádio Dr. Magalhães Pessoa, Leiria, Portugalsko        | Estonsko            | 1:0   | 4:0      | Kvalifikace na Mistrovství světa ve fotbale 2006  |
| 5.   | 17.   | 13. října 2004     | Estádio José Alvalade, Lisabon, Portugalsko              | Rusko               | 2:0   | 7:1      | Kvalifikace na Mistrovství světa ve fotbale 2006  |
| 6.   | 17.   | 13. října 2004     | Estádio José Alvalade, Lisabon, Portugalsko              | Rusko               | 4:0   | 7:1      | Kvalifikace na Mistrovství světa ve fotbale 2006  |
| 7.   | 18.   | 17. listopadu 2004 | Stade Josy Barthel, Lucemburk, Lucembursko               | Lucembursko         | 2:0   | 5:0      | Kvalifikace na Mistrovství světa ve fotbale 2006  |
| 8.   | 22.   | 4. června 2005     | Estádio da Luz, Lisabon, Portugalsko                     | Slovensko           | 2:0   | 2:0      | Kvalifikace na Mistrovství světa ve fotbale 2006  |
| 9.   | 23.   | 8. června 2005     | A. Le Coq Arena, Tallinn, Estonsko                       | Estonsko            | 1:0   | 1:0      | Kvalifikace na Mistrovství světa ve fotbale 2006  |
| 10.  | 30.   | 1. března 2006     | LTU Arena, Düsseldorf, Německo                           | Saúdská Arábie      | 1:0   | 3:0      | Přátelský zápas                                   |
| 11.  | 30.   | 1. března 2006     | LTU Arena, Düsseldorf, Německo                           | Saúdská Arábie      | 3:0   | 3:0      | Přátelský zápas                                   |
| 12.  | 34.   | 17. června 2006    | Waldstadion, Frankfurt, Německo                          | Írán                | 2:0   | 2:0      | Mistrovství světa ve fotbale 2006                 |
| 13.  | 41.   | 7. října 2006      | Estádio do Bessa, Porto, Portugalsko                     | Ázerbájdžán         | 1:0   | 3:0      | Kvalifikace na Mistrovství Evropy ve fotbale 2008 |
| 14.  | 41.   | 7. října 2006      | Estádio do Bessa, Porto, Portugalsko                     | Ázerbájdžán         | 3:0   | 3:0      | Kvalifikace na Mistrovství Evropy ve fotbale 2008 |
| 15.  | 43.   | 15. listopadu 2006 | Estádio Cidade de Coimbra, Coimbra, Portugalsko          | Kazachstán          | 2:0   | 3:0      | Kvalifikace na Mistrovství Evropy ve fotbale 2008 |
| 16.  | 45.   | 24. března 2007    | Estádio José Alvalade, Lisabon, Portugalsko              | Belgie              | 2:0   | 4:0      | Kvalifikace na Mistrovství Evropy ve fotbale 2008 |
| 17.  | 45.   | 24. března 2007    | Estádio José Alvalade, Lisabon, Portugalsko              | Belgie              | 4:0   | 4:0      | Kvalifikace na Mistrovství Evropy ve fotbale 2008 |
| 18.  | 47.   | 22. srpna 2007     | Hanrapetakan Stadium, Jerevan, Arménie                   | Arménie             | 1:1   | 1:1      | Kvalifikace na Mistrovství Evropy ve fotbale 2008 |
| 19.  | 48.   | 8. září 2007       | Estádio da Luz, Lisabon, Portugalsko                     | Polsko              | 2:1   | 2:2      | Kvalifikace na Mistrovství Evropy ve fotbale 2008 |
| 20.  | 51.   | 17. října 2007     | Almaty Central Stadium, Almaty, Kazachstán               | Kazachstán          | 2:0   | 2:1      | Kvalifikace na Mistrovství Evropy ve fotbale 2008 |
| 21.  | 57.   | 11. června 2008    | Stade de Genève, Ženeva, Švýcarsko                       | Česko               | 2:1   | 3:1      | Mistrovství Evropy ve fotbale 2008                |
| 22.  | 62.   | 11. února 2009     | Estádio Algarve, Faro, Portugalsko                       | Finsko              | 1:0   | 1:0      | Přátelský zápas                                   |
| 23.  | 74.   | 21. června 2010    | Green Point Stadium, Kapské Město, Jihoafrická republika | Severní Korea       | 6:0   | 7:0      | Mistrovství světa ve fotbale 2010                 |
| 24.  | 77.   | 8. října 2010      | Estádio do Dragão, Porto, Portugalsko                    | Dánsko              | 3:1   | 3:1      | Kvalifikace na Mistrovství Evropy ve fotbale 2012 |
| 25.  | 78.   | 12. října 2010     | Laugardalsvöllur, Reykjavík, Island                      | Island              | 1:0   | 3:1      | Kvalifikace na Mistrovství Evropy ve fotbale 2012 |
| 26.  | 80.   | 9. února 2011      | Stade de Genève, Ženeva, Švýcarsko                       | Argentina           | 1:1   | 1:2      | Přátelský zápas                                   |
| 27.  | 82.   | 10. srpna 2011     | Estádio Algarve, Faro, Portugalsko                       | Lucembursko         | 2:0   | 5:0      | Přátelský zápas                                   |
| 28.  | 83.   | 2. září 2011       | GSP Stadium, Nikósie, Kypr                               | Kypr                | 1:0   | 4:0      | Kvalifikace na Mistrovství Evropy ve fotbale 2012 |
| 29.  | 83.   | 2. září 2011       | GSP Stadium, Nikósie, Kypr                               | Kypr                | 2:0   | 4:0      | Kvalifikace na Mistrovství Evropy ve fotbale 2012 |
| 30.  | 85.   | 11. října 2011     | Parken, Kodaň, Dánsko                                    | Dánsko              | 1:2   | 1:2      | Kvalifikace na Mistrovství Evropy ve fotbale 2012 |
| 31.  | 87.   | 15. listopadu 2011 | Estádio da Luz, Lisabon, Portugalsko                     | Bosna a Hercegovina | 1:0   | 6:2      | Kvalifikace na Mistrovství Evropy ve fotbale 2012 |
| 32.  | 87.   | 15. listopadu 2011 | Estádio da Luz, Lisabon, Portugalsko                     | Bosna a Hercegovina | 3:1   | 6:2      | Kvalifikace na Mistrovství Evropy ve fotbale 2012 |
| 33.  | 93.   | 17. června 2012    | Metalist Stadium, Charkov, Ukrajina                      | Nizozemsko          | 1:1   | 2:1      | Mistrovství Evropy ve fotbale 2012                |
| 34.  | 93.   | 17. června 2012    | Metalist Stadium, Charkov, Ukrajina                      | Nizozemsko          | 2:1   | 2:1      | Mistrovství Evropy ve fotbale 2012                |
| 35.  | 94.   | 21. června 2012    | Národní stadion, Varšava, Polsko                         | Česko               | 1:0   | 1:0      | Mistrovství Evropy ve fotbale 2012                |
| 36.  | 96.   | 15. srpna 2012     | Estádio Algarve, Faro, Portugalsko                       | Panama              | 2:0   | 2:0      | Přátelský zápas                                   |
| 37.  | 97.   | 7. září 2012       | Stade Josy Barthel, Lucemburk, Lucembursko               | Lucembursko         | 1:1   | 2:1      | Kvalifikace na Mistrovství světa ve fotbale 2014  |
| 38.  | 101.  | 6. února 2013      | Estádio D. Afonso Henriques, Guimarães, Portugalsko      | Ekvádor             | 1:1   | 2:3      | Přátelský zápas                                   |
| 39.  | 104.  | 10. června 2013    | Stade de Genève, Ženeva, Švýcarsko                       | Chorvatsko          | 1:0   | 1:0      | Přátelský zápas                                   |
| 40.  | 105.  | 14. srpna 2013     | Estádio Algarve, Faro, Portugalsko                       | Nizozemsko          | 1:1   | 1:1      | Přátelský zápas                                   |
| 41.  | 106.  | 6. září 2013       | Windsor Park, Belfast, Severní Irsko                     | Severní Irsko       | 2:2   | 4:2      | Kvalifikace na Mistrovství světa ve fotbale 2014  |
| 42.  | 106.  | 6. září 2013       | Windsor Park, Belfast, Severní Irsko                     | Severní Irsko       | 3:2   | 4:2      | Kvalifikace na Mistrovství světa ve fotbale 2014  |
| 43.  | 106.  | 6. září 2013       | Windsor Park, Belfast, Severní Irsko                     | Severní Irsko       | 4:2   | 4:2      | Kvalifikace na Mistrovství světa ve fotbale 2014  |
| 44.  | 108.  | 15. listopadu 2013 | Estádio da Luz, Lisabon, Portugalsko                     | Švédsko             | 1:0   | 1:0      | Kvalifikace na Mistrovství světa ve fotbale 2014  |
| 45.  | 109.  | 19. listopadu 2013 | Friends Arena, Solna, Švédsko                            | Švédsko             | 1:0   | 3:2      | Kvalifikace na Mistrovství světa ve fotbale 2014  |
| 46.  | 109.  | 19. listopadu 2013 | Friends Arena, Solna, Švédsko                            | Švédsko             | 2:2   | 3:2      | Kvalifikace na Mistrovství světa ve fotbale 2014  |
| 47.  | 109.  | 19. listopadu 2013 | Friends Arena, Solna, Švédsko                            | Švédsko             | 3:2   | 3:2      | Kvalifikace na Mistrovství světa ve fotbale 2014  |
| 48.  | 110.  | 5. března 2014     | Estádio Dr. Magalhães Pessoa, Leiria, Portugalsko        | Kamerun             | 1:0   | 5:1      | Přátelský zápas                                   |
| 49.  | 110.  | 5. března 2014     | Estádio Dr. Magalhães Pessoa, Leiria, Portugalsko        | Kamerun             | 5:1   | 5:1      | Přátelský zápas                                   |
| 50.  | 114.  | 26. června 2014    | Estádio Nacional Mané Garrincha, Brasília, Brazílie      | Ghana               | 2:1   | 2:1      | Mistrovství světa ve fotbale 2014                 |
| 51.  | 116.  | 14. října 2014     | Parken, Kodaň, Dánsko                                    | Dánsko              | 1:0   | 1:0      | Kvalifikace na Mistrovství Evropy ve fotbale 2016 |
| 52.  | 117.  | 14. listopadu 2014 | Estádio Algarve, Faro, Portugalsko                       | Arménie             | 1:0   | 1:0      | Kvalifikace na Mistrovství Evropy ve fotbale 2016 |
| 53.  | 120.  | 13. června 2015    | Vazgen Sargsyan Republican Stadium, Jerevan, Arménie     | Arménie             | 1:1   | 3:2      | Kvalifikace na Mistrovství Evropy ve fotbale 2016 |
| 54.  | 120.  | 13. června 2015    | Vazgen Sargsyan Republican Stadium, Jerevan, Arménie     | Arménie             | 2:1   | 3:2      | Kvalifikace na Mistrovství Evropy ve fotbale 2016 |
| 55.  | 120.  | 13. června 2015    | Vazgen Sargsyan Republican Stadium, Jerevan, Arménie     | Arménie             | 3:1   | 3:2      | Kvalifikace na Mistrovství Evropy ve fotbale 2016 |
| 56.  | 125.  | 29. března 2016    | Estádio Dr. Magalhães Pessoa, Leiria, Portugalsko        | Belgie              | 2:0   | 2:1      | Přátelský zápas                                   |
| 57.  | 126.  | 8. června 2016     | Estádio da Luz, Lisabon, Portugalsko                     | Estonsko            | 1:0   | 7:0      | Přátelský zápas                                   |
| 58.  | 126.  | 8. června 2016     | Estádio da Luz, Lisabon, Portugalsko                     | Estonsko            | 3:0   | 7:0      | Přátelský zápas                                   |
| 59.  | 129.  | 22. června 2016    | Parc Olympique Lyonnais, Lyon, Francie                   | Maďarsko            | 2:2   | 3:3      | Mistrovství Evropy ve fotbale 2016                |
| 60.  | 129.  | 22. června 2016    | Parc Olympique Lyonnais, Lyon, Francie                   | Maďarsko            | 3:3   | 3:3      | Mistrovství Evropy ve fotbale 2016                |
| 61.  | 132.  | 6. července 2016   | Parc Olympique Lyonnais, Lyon, Francie                   | Wales               | 1:0   | 2:0      | Mistrovství Evropy ve fotbale 2016                |
| 62.  | 134.  | 7. října 2016      | Estádio Municipal de Aveiro, Aveiro, Portugalsko         | Andorra             | 1:0   | 6:0      | Kvalifikace na Mistrovství světa ve fotbale 2018  |
| 63.  | 134.  | 7. října 2016      | Estádio Municipal de Aveiro, Aveiro, Portugalsko         | Andorra             | 2:0   | 6:0      | Kvalifikace na Mistrovství světa ve fotbale 2018  |
| 64.  | 134.  | 7. října 2016      | Estádio Municipal de Aveiro, Aveiro, Portugalsko         | Andorra             | 4:0   | 6:0      | Kvalifikace na Mistrovství světa ve fotbale 2018  |
| 65.  | 134.  | 7. října 2016      | Estádio Municipal de Aveiro, Aveiro, Portugalsko         | Andorra             | 5:0   | 6:0      | Kvalifikace na Mistrovství světa ve fotbale 2018  |
| 66.  | 135.  | 10. října 2016     | Tórsvøllur, Tórshavn, Faerské ostrovy                    | Faerské ostrovy     | 4:0   | 6:0      | Kvalifikace na Mistrovství světa ve fotbale 2018  |
| 67.  | 136.  | 13. listopadu 2016 | Estádio Algarve, Faro, Portugalsko                       | Lotyšsko            | 1:0   | 4:1      | Kvalifikace na Mistrovství světa ve fotbale 2018  |
| 68.  | 136.  | 13. listopadu 2016 | Estádio Algarve, Faro, Portugalsko                       | Lotyšsko            | 3:1   | 4:1      | Kvalifikace na Mistrovství světa ve fotbale 2018  |
| 69.  | 137.  | 25. března 2017    | Estádio da Luz, Lisabon, Portugalsko                     | Maďarsko            | 2:0   | 3:0      | Kvalifikace na Mistrovství světa ve fotbale 2018  |
| 70.  | 137.  | 25. března 2017    | Estádio da Luz, Lisabon, Portugalsko                     | Maďarsko            | 3:0   | 3:0      | Kvalifikace na Mistrovství světa ve fotbale 2018  |
| 71.  | 138.  | 28. března 2017    | Estádio do Marítimo, Funchal, Portugalsko                | Švédsko             | 1:0   | 2:3      | Přátelský zápas                                   |
| 72.  | 139.  | 9. června 2017     | Skonto stadions, Riga, Lotyšsko                          | Lotyšsko            | 1:0   | 3:0      | Kvalifikace na Mistrovství světa ve fotbale 2018  |
| 73.  | 139.  | 9. června 2017     | Skonto stadions, Riga, Lotyšsko                          | Lotyšsko            | 2:0   | 3:0      | Kvalifikace na Mistrovství světa ve fotbale 2018  |
| 74.  | 141.  | 21. června 2017    | Otkrytije Arena, Moskva, Rusko                           | Rusko               | 1:0   | 1:0      | Konfederační pohár FIFA 2017                      |
| 75.  | 142.  | 24. června 2017    | Krestovskij stadion, Petrohrad, Rusko                    | Nový Zéland         | 1:0   | 4:0      | Konfederační pohár FIFA 2017                      |
| 76.  | 144.  | 31. srpna 2017     | Estádio do Bessa, Porto, Portugalsko                     | Faerské ostrovy     | 1:0   | 5:1      | Kvalifikace na Mistrovství světa ve fotbale 2018  |
| 77.  | 144.  | 31. srpna 2017     | Estádio do Bessa, Porto, Portugalsko                     | Faerské ostrovy     | 2:0   | 5:1      | Kvalifikace na Mistrovství světa ve fotbale 2018  |
| 78.  | 144.  | 31. srpna 2017     | Estádio do Bessa, Porto, Portugalsko                     | Faerské ostrovy     | 4:1   | 5:1      | Kvalifikace na Mistrovství světa ve fotbale 2018  |
| 79.  | 146.  | 7. října 2017      | Estadi Nacional, Andorra la Vella, Andorra               | Andorra             | 1:0   | 2:0      | Kvalifikace na Mistrovství světa ve fotbale 2018  |
| 80.  | 148.  | 23. března 2018    | Letzigrund, Curych, Švýcarsko                            | Egypt               | 1:1   | 2:1      | Přátelský zápas                                   |
| 81.  | 148.  | 23. března 2018    | Letzigrund, Curych, Švýcarsko                            | Egypt               | 2:1   | 2:1      | Přátelský zápas                                   |
| 82.  | 151.  | 15. června 2018    | Olympijský stadion Fišt, Soči, Rusko                     | Španělsko           | 1:0   | 3:3      | Mistrovství světa ve fotbale 2018                 |
| 83.  | 151.  | 15. června 2018    | Olympijský stadion Fišt, Soči, Rusko                     | Španělsko           | 2:1   | 3:3      | Mistrovství světa ve fotbale 2018                 |
| 84.  | 151.  | 15. června 2018    | Olympijský stadion Fišt, Soči, Rusko                     | Španělsko           | 3:3   | 3:3      | Mistrovství světa ve fotbale 2018                 |
| 85.  | 152.  | 20. června 2018    | Lužniki, Moskva, Rusko                                   | Maroko              | 1:0   | 1:0      | Mistrovství světa ve fotbale 2018                 |
| 86.  | 157.  | 5. června 2019     | Estádio do Dragão, Porto, Portugalsko                    | Švýcarsko           | 1:0   | 3:1      | Liga národů UEFA 2018/19                          |
| 87.  | 157.  | 5. června 2019     | Estádio do Dragão, Porto, Portugalsko                    | Švýcarsko           | 2:1   | 3:1      | Liga národů UEFA 2018/19                          |
| 88.  | 157.  | 5. června 2019     | Estádio do Dragão, Porto, Portugalsko                    | Švýcarsko           | 3:1   | 3:1      | Liga národů UEFA 2018/19                          |
| 89.  | 159.  | 7. září 2019       | Stadion Crvena Zvezda, Bělehrad, Srbsko                  | Srbsko              | 3:1   | 4:2      | Kvalifikace na Mistrovství Evropy ve fotbale 2020 |
| 90.  | 160.  | 10. září 2019      | LFF Stadium, Vilnius, Litva                              | Litva               | 1:0   | 5:1      | Kvalifikace na Mistrovství Evropy ve fotbale 2020 |
| 91.  | 160.  | 10. září 2019      | LFF Stadium, Vilnius, Litva                              | Litva               | 2:1   | 5:1      | Kvalifikace na Mistrovství Evropy ve fotbale 2020 |
| 92.  | 160.  | 10. září 2019      | LFF Stadium, Vilnius, Litva                              | Litva               | 3:1   | 5:1      | Kvalifikace na Mistrovství Evropy ve fotbale 2020 |
| 93.  | 160.  | 10. září 2019      | LFF Stadium, Vilnius, Litva                              | Litva               | 4:1   | 5:1      | Kvalifikace na Mistrovství Evropy ve fotbale 2020 |
| 94.  | 161.  | 11. října 2019     | Estádio José Alvalade, Lisabon, Portugalsko              | Lucembursko         | 2:0   | 3:0      | Kvalifikace na Mistrovství Evropy ve fotbale 2020 |
| 95.  | 162.  | 14. října 2019     | Národní sportovní komplex Olimpijskyj, Kyjev, Ukrajina   | Ukrajina            | 1:2   | 1:2      | Kvalifikace na Mistrovství Evropy ve fotbale 2020 |
| 96.  | 163.  | 14. listopadu 2019 | Estádio Algarve, Faro, Portugalsko                       | Litva               | 1:0   | 6:0      | Kvalifikace na Mistrovství Evropy ve fotbale 2020 |
| 97.  | 163.  | 14. listopadu 2019 | Estádio Algarve, Faro, Portugalsko                       | Litva               | 2:0   | 6:0      | Kvalifikace na Mistrovství Evropy ve fotbale 2020 |
| 98.  | 163.  | 14. listopadu 2019 | Estádio Algarve, Faro, Portugalsko                       | Litva               | 6:0   | 6:0      | Kvalifikace na Mistrovství Evropy ve fotbale 2020 |
| 99.  | 164.  | 17. listopadu 2019 | Stade Josy Barthel, Lucemburk, Lucembursko               | Lucembursko         | 2:0   | 2:0      | Kvalifikace na Mistrovství Evropy ve fotbale 2020 |
| 100. | 165.  | 8. září 2020       | Friends Arena, Solna, Švédsko                            | Švédsko             | 1:0   | 2:0      | Liga národů UEFA 2020/21                          |
| 101. | 165.  | 8. září 2020       | Friends Arena, Solna, Švédsko                            | Švédsko             | 2:0   | 2:0      | Liga národů UEFA 2020/21                          |
| 102. | 168.  | 11. listopadu 2020 | Estádio da Luz, Lisabon, Portugalsko                     | Andorra             | 6:0   | 7:0      | Přátelský zápas                                   |
| 103. | 173.  | 30. března 2021    | Stade Josy Barthel, Lucemburk, Lucembursko               | Lucembursko         | 2:1   | 3:1      | Kvalifikace na Mistrovství světa ve fotbale 2022  |
| 104. | 175.  | 9. června 2021     | Estádio José Alvalade, Lisabon, Portugalsko              | Izrael              | 2:0   | 4:0      | Přátelský zápas                                   |
| 105. | 176.  | 15. června 2021    | Puskás Aréna, Budapešť, Maďarsko                         | Maďarsko            | 2:0   | 3:0      | Mistrovství Evropy ve fotbale 2020                |
| 106. | 176.  | 15. června 2021    | Puskás Aréna, Budapešť, Maďarsko                         | Maďarsko            | 3:0   | 3:0      | Mistrovství Evropy ve fotbale 2020                |
| 107. | 177.  | 19. června 2021    | Allianz Arena, Mnichov, Německo                          | Německo             | 1:0   | 2:4      | Mistrovství Evropy ve fotbale 2020                |
| 108. | 178.  | 23. června 2021    | Puskás Aréna, Budapešť, Maďarsko                         | Francie             | 1:0   | 2:2      | Mistrovství Evropy ve fotbale 2020                |
| 109. | 178.  | 23. června 2021    | Puskás Aréna, Budapešť, Maďarsko                         | Francie             | 2:2   | 2:2      | Mistrovství Evropy ve fotbale 2020                |
| 110. | 180.  | 1. září 2021       | Estádio Algarve, Faro, Portugalsko                       | Irsko               | 1:1   | 2:1      | Kvalifikace na Mistrovství světa ve fotbale 2022  |
| 111. | 180.  | 1. září 2021       | Estádio Algarve, Faro, Portugalsko                       | Irsko               | 2:1   | 2:1      | Kvalifikace na Mistrovství světa ve fotbale 2022  |
| 112. | 181.  | 9. října 2021      | Estádio Algarve, Faro, Portugalsko                       | Katar               | 1:0   | 3:0      | Přátelský zápas                                   |
| 113. | 182.  | 12. října 2021     | Estádio Algarve, Faro, Portugalsko                       | Lucembursko         | 1:0   | 5:0      | Kvalifikace na Mistrovství světa ve fotbale 2022  |
| 114. | 182.  | 12. října 2021     | Estádio Algarve, Faro, Portugalsko                       | Lucembursko         | 2:0   | 5:0      | Kvalifikace na Mistrovství světa ve fotbale 2022  |
| 115. | 182.  | 12. října 2021     | Estádio Algarve, Faro, Portugalsko                       | Lucembursko         | 5:0   | 5:0      | Kvalifikace na Mistrovství světa ve fotbale 2022  |
| 116. | 188.  | 5. června 2022     | Estádio José Alvalade, Lisabon, Portugalsko              | Švýcarsko           | 2:0   | 4:0      | Liga národů UEFA 2022/23                          |
| 117. | 188.  | 5. června 2022     | Estádio José Alvalade, Lisabon, Portugalsko              | Švýcarsko           | 3:0   | 4:0      | Liga národů UEFA 2022/23                          |
| 118. | 192.  | 24. listopadu 2022 | Stadium 974, Dauhá, Katar                                | Ghana               | 1:0   | 3:2      | Mistrovství světa ve fotbale 2022                 |
| 119. | 197.  | 23. března 2023    | Estádio José Alvalade, Lisabon, Portugalsko              | Lichtenštejnsko     | 3:0   | 4:0      | Kvalifikace na Mistrovství Evropy ve fotbale 2024 |
| 120. | 197.  | 23. března 2023    | Estádio José Alvalade, Lisabon, Portugalsko              | Lichtenštejnsko     | 4:0   | 4:0      | Kvalifikace na Mistrovství Evropy ve fotbale 2024 |
| 121. | 198.  | 26. března 2023    | Stade de Luxembourg, Lucemburk, Lucembursko              | Lucembursko         | 1:0   | 6:0      | Kvalifikace na Mistrovství Evropy ve fotbale 2024 |
| 122. | 198.  | 26. března 2023    | Stade de Luxembourg, Lucemburk, Lucembursko              | Lucembursko         | 4:0   | 6:0      | Kvalifikace na Mistrovství Evropy ve fotbale 2024 |
| 123. | 200.  | 20. června 2023    | Laugardalsvöllur, Reykjavík, Island                      | Island              | 1:0   | 1:0      | Kvalifikace na Mistrovství Evropy ve fotbale 2024 |
| 124. | 202.  | 13. října 2023     | Estádio do Dragão, Porto, Portugalsko                    | Slovensko           | 2:0   | 3:2      | Kvalifikace na Mistrovství Evropy ve fotbale 2024 |
| 125. | 202.  | 13. října 2023     | Estádio do Dragão, Porto, Portugalsko                    | Slovensko           | 3:1   | 3:2      | Kvalifikace na Mistrovství Evropy ve fotbale 2024 |
| 126. | 203.  | 16. října 2023     | Bilino Polje, Zenica, Bosna a Hercegovina                | Bosna a Hercegovina | 1:0   | 5:0      | Kvalifikace na Mistrovství Evropy ve fotbale 2024 |
| 127. | 203.  | 16. října 2023     | Bilino Polje, Zenica, Bosna a Hercegovina                | Bosna a Hercegovina | 2:0   | 5:0      | Kvalifikace na Mistrovství Evropy ve fotbale 2024 |
| 128. | 204.  | 16. listopadu 2023 | Rheinpark Stadion, Vaduz, Lichtenštejnsko                | Lichtenštejnsko     | 1:0   | 2:0      | Kvalifikace na Mistrovství Evropy ve fotbale 2024 |
| 129. | 207.  | 11. června 2024    | Estádio Municipal de Aveiro, Aveiro, Portugalsko         | Irsko               | 2:0   | 3:0      | Přátelský zápas                                   |
| 130. | 207.  | 11. června 2024    | Estádio Municipal de Aveiro, Aveiro, Portugalsko         | Irsko               | 3:0   | 3:0      | Přátelský zápas                                   |

## Profil fotbalisty
Ve Sportingu a Manchesteru United byl Ronaldo hubeným šlachovitým křídlem schopným zahrát nalevo i napravo, jenž se v postupu kariéry proměnil ve všestranného útočníka dobývající gólové rekordy. S přibývajícím věkem se posléze zaměřil na roli více vpředu, na hrotu útoku.
Koncem roku 2009 jej německý týdeník Der Spiegel po své studii označil za nejrychlejšího fotbalistu, který dokáže dosáhnout rychlosti v průměru 33,6 kilometru v hodině. Proto byl týdeníkem označen prvním na úkor fotbalistů jako Arjen Robben, Theo Walcott, Wayne Rooney nebo Robin van Persie.
Mezi jeho fotbalové atributy patří atletičnost, rychlost, driblink a zakončování.
Ronaldo je častým exekutorem přímých kopů, při zahrávání proslul typickou počáteční pózou s rozkročenýma nohama a rukama v bok.

## Mimo hřiště

### Osobní život
Cristiano žije od roku 2009 v hlavním městě Španělska v Madridu. V Madridu si pronajímá vily, v nichž žije se svou rodinou. V roce 2010 se stal otcem a na svůj Twitter napsal toto: „S velkou radostí oznamuji, že jsem se stal nedávno otcem syna.“ Podle portugalského listu Correiro da manha je matkou dítěte žena ze Severní Ameriky, jež chlapce porodila začátkem června. „Dohodl jsem se s matkou dítěte, která chce zůstat v anonymitě, že syn bude svěřen pouze do mé péče,“ dodala hvězda Realu Madrid. Ronaldo tedy doma vychovává syna, kterého pojmenoval po sobě – Cristiano Ronaldo junior.
Ronaldova bývalá přítelkyně byla ruská top modelka Irina Shayk, se kterou se seznámil prostřednictvím kampaně Armani Exchange. Ronaldo s ní tvořil pár od května roku 2010 až do ledna roku 2015.

## Úspěchy a ocenění

### Klubové
Sporting Lisabon
- Supertaça Cândido de Oliveira
  - vítěz: 2002

Manchester United
- Premier League
  - vítěz: 2006/07, 2007/08, 2008/09
- FA Cup
  - vítěz: 2003/2004
- EFL Cup
  - vítěz: 2005/06, 2008/09
- Community Shield
  - vítěz: 2007
- Liga mistrů UEFA
  - vítěz: 2007/2008
  - poražený finalista: 2008/2009
- Mistrovství světa klubů FIFA
  - vítěz: 2008

Real Madrid
- Primera División
  - vítěz: 2011/2012, 2016/2017
- Copa del Rey
  - vítěz: 2010/2011, 2013/2014
- Supercopa de España
  - vítěz: 2012, 2017
- Liga mistrů UEFA

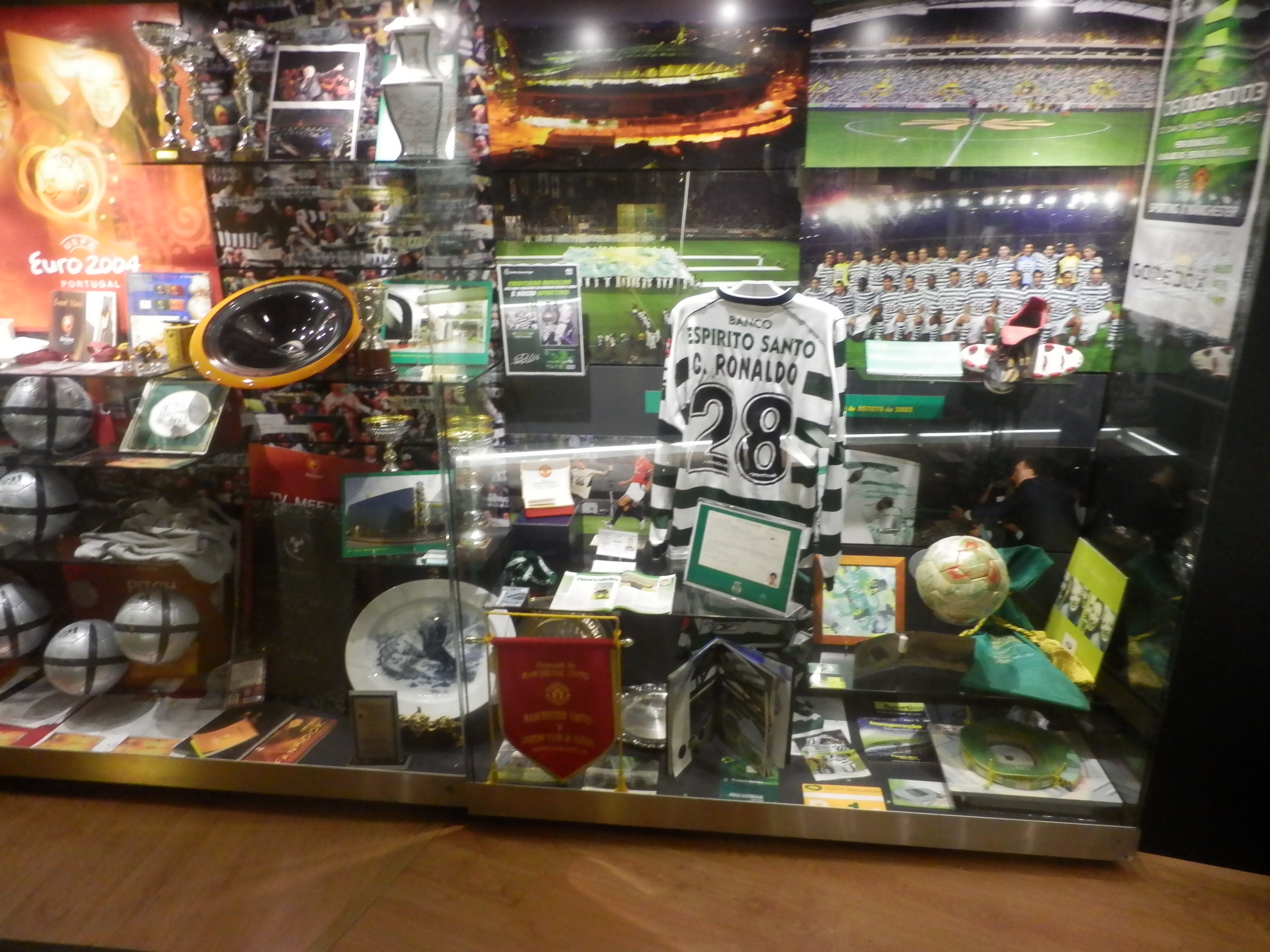
Memorabilie Ronalda v muzeu Sportingu

  - vítěz: 2013/2014, 2015/2016, 2016/2017, 2017/2018
- Superpohár UEFA
  - vítěz: 2014, 2017
- Mistrovství světa klubů FIFA
  - vítěz: 2014, 2016, 2017

Juventus
- Serie A
  - vítěz: 2018/2019, 2019/2020
- Coppa Italia
  - vítěz: 2020/2021
- Supercoppa italiana
  - vítěz: 2018, 2020

### Reprezentační
- Mistrovství Evropy[298]
  - vítěz: 2016
- Liga národů UEFA[298]
  - vítěz: 2018/2019, 2024/2025

### Individuální

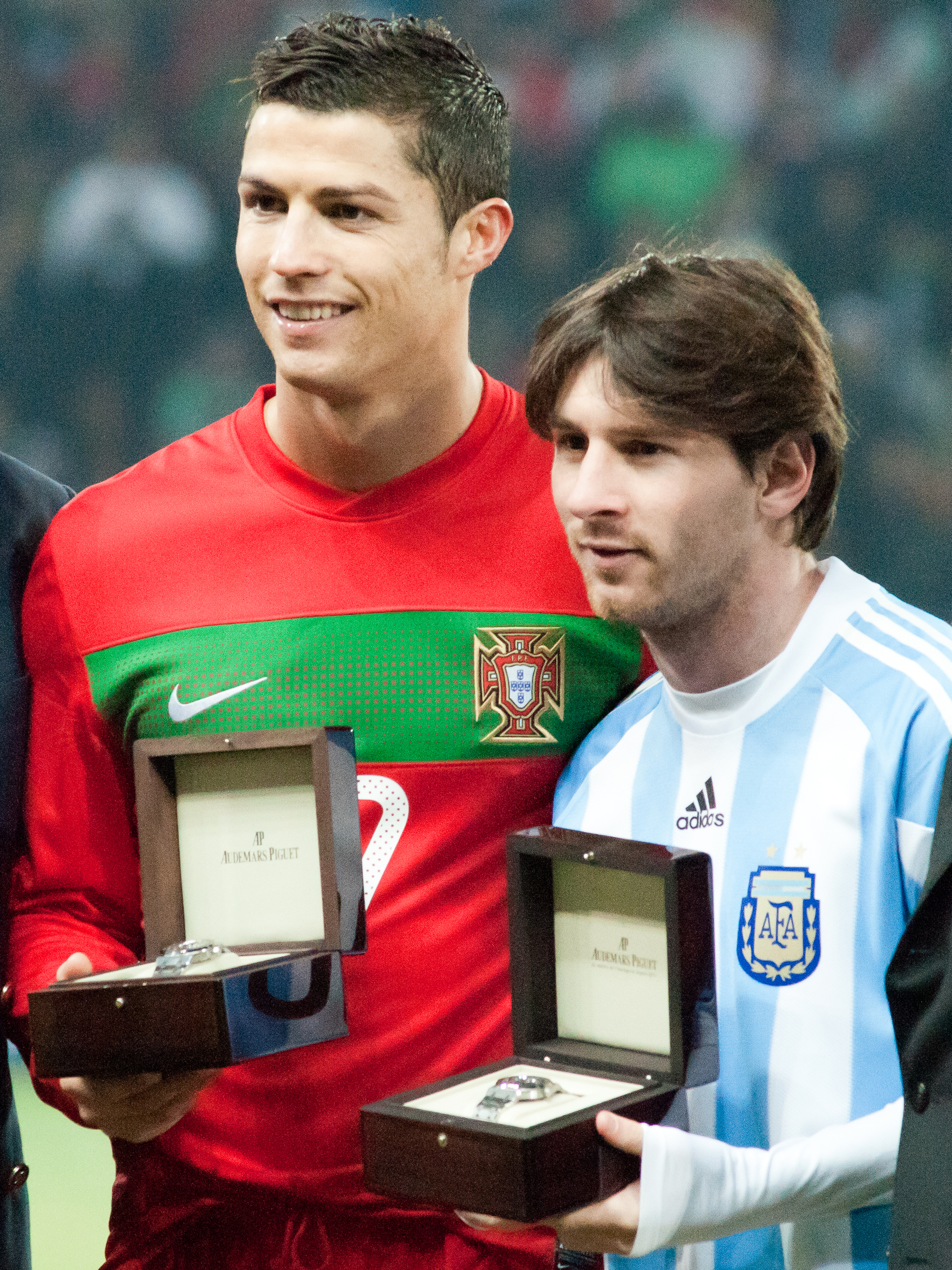
Cristiano Ronaldo (vlevo) a Lionel Messi

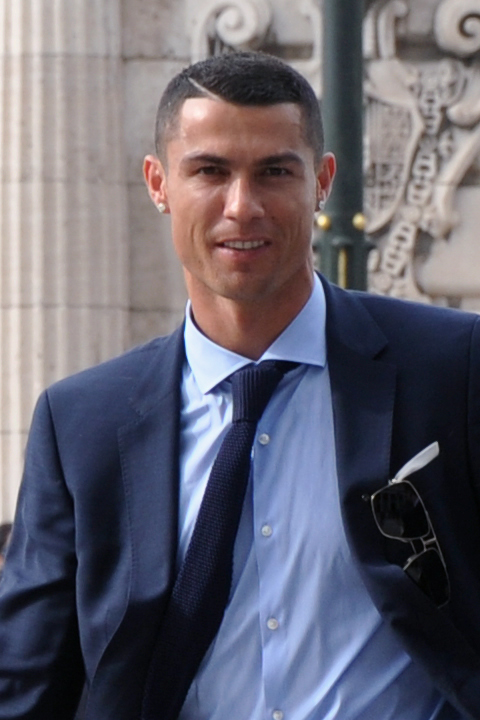
Cristiano Ronaldo, 2018

- Portugalský fotbalista roku podle FPF – 2016,[299] 2017, 2018, 2019[zdroj?]
- Cena Bravo – 2004[300]
- Mladý hráč roku Premier League podle PFA – 2006/07[301]
- Hráč roku Premier League podle PFA – 2006/07,[301] 2007/08[302]
- Hráč roku podle FWA – 2006/07, 2007/08[303]
- Hráč měsíce Premier League – listopad 2006, prosinec 2006, leden 2008, březen 2008, září 2021, duben 2022[304]
- Cena Ference Puskáse – 2009[8]
- Fotbalista roku FIFA – 2008[305]
- Zlatý míč / Zlatý míč FIFA – 2008, 2013, 2014, 2016, 2017[306][307][308]
- Zlatá kopačka – 2007/08, 2010/11, 2013/14, 2014/15[309]
- Nejlepší střelec anglické ligy / Golden Boot – 2007/08[74][304]
- Nejlepší střelec španělské ligy / Trofeo Pichichi – 2010/11, 2013/14, 2014/15[310]
- Nejlepší hráč sezóny La Ligy – 2013/14[311]
- Nejlepší útočník sezóny La Ligy – 2013/14[311]
- Hráč měsíce La Ligy – listopad 2013,[312] květen 2015,[313] květen 2017[314]
- Sestava sezóny Ligy mistrů UEFA – 2013/14,[315] 2014/15,[316] 2015/16,[317] 2016/17,[318] 2017/18,[319] 2018/19[320]
- Nejužitečnější hráč Serie A – 2018/19[209]
- Nejlepší útočník sezóny Serie A – 2020/21[321]
- Nejlepší střelec italské ligy / Capocannoniere – 2020/21[238]
- Hráč měsíce Serie A – leden 2020,[322] listopad 2020[323]
- Nejlepší střelec sezóny Ligy mistrů UEFA – 2007/08, 2012/13, 2013/14, 2014/15, 2015/16,[165] 2016/17, 2017/18[138]
- Tým snů na Mistrovství světa 2018[279]

- Nejlepší sportovec Evropy podle PAP – 2016,[324] 2017[325]

### Vyznamenání
- důstojník Řádu prince Jindřicha – Portugalsko, 5. července 2004[326]
- velkodůstojník Řádu prince Jindřicha – Portugalsko, 7. ledna 2014[326]
- komandér Řádu za zásluhy – Portugalsko, 10. července 2016[326]
- Řád Naší milé Paní z Villa Vicosy – Braganzové